# 2011年のテレビ特別番組一覧
2011年のテレビ特別番組一覧(2011ねんのテレビとくべつばんぐみいちらん)
本項では、2011年に日本国内で放送されたテレビの特別番組をまとめる。

## 単発特番
記事が立項されている番組、および、他年度を含めると通算2度以上放送されている番組に限定して記載する。

### 1月放送
- 1日
  - 雲の上の虚構船（日本テレビ）
  - 爆笑問題の未来授業!大変よくできました!（テレビ東京）※パイロット版
- 2日
  - 中居のかけ算（フジテレビ）[1]
  - チュートリアル×ブラックマヨネーズ 天下取り宣言2011〜京都中の日本一を制覇せよ〜（関西テレビ）
- 16日 - たけしアート☆ビート（NHK BShi）[2]※パイロット版
- 26日 - 極私的神聖かまってちゃん（スペースシャワーTV）
- 30日 - 女子旅★夢気分（テレビ東京）

### 2月放送
- 12日 - ホントに知りたいアノ質問 バカなフリして聞いてみた（日本テレビ）※パイロット版[3]
- 13日 - クチコミ☆シュラン(TBS)

### 3月放送
- 4日 - ロックの学園 presents SCHOOL ESCAPE!（スペースシャワーTV）[4]
- 17日 - NMB48ジャングル（読売テレビ）※パイロット版
- 18日 - 池上彰くんに教えたい10のニュース（日本テレビ）[5]
- 21日
- 23日 - 歴代トップアーティスト大集合! 1位をとったアノ歌コンサート（日本テレビ）
- 31日 - 神話戦士ギガゼウス（関西テレビ）

### 4月放送
- 2日 - デジタルプレミアムライブ 〜がんばろう東北・がんばろう関東〜（NHK BSプレミアム）※新開局記念特番
- 9日 - 1番ソングSHOW（日本テレビ）[3]※パイロット版

### 5月放送
- 2日 - キカナイト（フジテレビ）※パイロット版
- 4日 - 頭がしびれるテレビ（NHK総合）[6]
- 31日 - イケメン歌がうまい王座決定戦スペシャル（フジテレビ）[7][8]

### 6月放送
- 5日 - つなげよう、ecoハート。〜明日へのチカラ〜 地球と生きる100のコト（日本テレビ）

- 6日 - 突撃解明バラエティ 知らないと!こわい世界（テレビ大阪）[10]
- 24日 - 日中韓TV（フジテレビ） [11]※パイロット版
- 28日 - オールスター芸能人どっきり王座決定戦スペシャル（フジテレビ）[7]
- 29日 - 本当にあった仰天話 トンデモ人間大百科!(TBS)[12]
- 30日 - なりすまし悪魔（デビル）（フジテレビ）

### 7月放送
- 16日 - 音楽の日（TBS）
- 18日
  - 太陽が生んだ奇跡!灼熱!アフリカ大紀行（中京テレビ）[13]
  - アジア熱風街道 メコン4000キロ〜水と森の回廊（RKB毎日放送）[14]
- 19日 - FNS27時間テレビ 全国行脚SP（フジテレビ）[7]
- 29日
  - バリバラ+ 〜障害者情報バラエティー〜（NHK Eテレ）※パイロット版
  - 私の嫌いな有名人 実名で発表するぞ!SP（日本テレビ）[5]
- 30日 - グレーテルのかまど（NHK Eテレ）※パイロット版

### 8月放送
- 7日 - 世界のみんなに聞いてみた（TBS）[15][16]
- 9日 - 男と女のミステリー!やまと"ナゼ?"しこ（朝日放送）※パイロット版

### 9月放送
- 20日 - さんま&岡村のプレミアムトークショー 笑う!大宇宙スペシャル!!（日本テレビ）[17]
- 27日 - IPPON+PLUS（フジテレビ）[18]
- 28日 - 北野演芸館〜たけしが本気で選んだ芸人大集結SP〜（毎日放送）[19]

### 10月放送
- 5日
  - 徳光&ピン子&ミッツのもしも突然芸能人が家族になったらどうなるSP!?（テレビ東京）[20]
  - アウト×デラックス（フジテレビ）
- 7日
  - たましいの授業（TBS）[21]
  - ご意見番SHOW（TBS）[22]
- 9日
  - ニッポン小意見センタ〜♪（フジテレビ）
  - 東西芸人いきなり!2人旅（朝日放送）
- 10日 - タモリ・中居の手ぶらでイイのに…!?〜ドラマチック・リビングルーム〜（フジテレビ）[23]
- 11日 - タカトシの通だっつ〜の!（日本テレビ）
- 14日 - 内村TBS（TBS）
- 28日 - 日本一家庭料理がうまい女性決定戦!レシピの女王（日本テレビ）[5][24]
- 30日 - 大阪マラソン2011（毎日放送・読売テレビ）[25]

### 11月放送
- 14日 - 芸能人同類くんの旅 奥の深道（フジテレビ）※パイロット版
- 23日 - 頭脳の祭典!クイズ最強王者決定戦!!〜ワールド・クイズ・クラシック〜（TBS）

### 12月放送
- 3日 - 笑う!アメカン（日本テレビ）[3]※パイロット版
- 8日 - 東海地方の穴場 なるべくちゃんと調べたい!（中部日本放送）[26]※パイロット版
- 10日 - タカトシの赤坂ゴールデン街（TBS）[15]※パイロット版
- 16日 - スタア追悼2011 天国への☆ラブレター（日本テレビ）[5]
- 26日 - 才能テスト（テレビ朝日）
- 29日 - 濱キス（テレビ朝日）※パイロット版
- 30日 - 世間に飛び出せ!! バナナ藩（テレビ朝日）※パイロット版

## 2回以上放送のシリーズ番組
※レギュラー化前の特番、打ち切り後の復活特番も扱っています。

### 1月放送
- 1日
  - 2011年新春生放送!年の初めはさだまさし〜尾張のはじまりなのだ!〜（NHK総合）
  - 初笑い!オールスター昭和なつかし亭(NHK BS2)
  - 新春お好み将棋対局（NHK教育）
  - 『初日の出大賞』〜森田さん新春お天気スペシャル〜(TBS)
  - 史上空前!! 笑いの祭典 ザ・ドリームマッチ2011(TBS)
  - 第44回初詣!爆笑ヒットパレード（フジテレビ）
  - 新春鶴瓶大新年大会（フジテレビ）
  - 感動新年ニッポン百景2011（テレビ朝日）
  - 志村&所の戦うお正月(テレビ朝日、ABC)
  - ABC60周年記念特別番組 芸能人格付けチェックスペシャル2011(ABC)
  - 賀正!名球会inハワイ 今年も宜しくお願いします（テレビ東京）[27]
  - 仲間由紀恵の蒼い地球5（テレビ東京）
  - おぎやはぎのそこそこスターゴルフ4 （テレビ東京）
  - TOKYO MX開局15周年記念SP どうなる東京都知事選挙“後藤謙次が斬る、2011首都決戦”(TOKYO MX)
  - 負けたら打ち切り!番組対抗No.1決定戦(エンタ!371 / PigooHD)
- 1日・2日 - ローマを夢見たアンコールワット 東南アジア最大覇権王朝の栄光と真実〜すべての道はアンコールに通ず〜（BS-TBS）
- 1日〜31日 - イタリア 7つの輝き(NHK BShi)
- 2日
  - 世界びっくり旅行社 2011お正月特別営業スペシャル（NHK総合）
  - 新春TV放談2011（NHK総合）
  - 新春お好み囲碁対局（NHK教育）
  - 浜ちゃんの大正月SP芸能人(秘)私生活大捜査（読売テレビ）
  - 新春スペシャル!1億人の頂点は誰?全日本カラオケグランプリ(TBS)
  - 1秒の世界 奇跡の海!東京湾いきもの大冒険(TBS)
  - 伊勢神宮舞楽（東海テレビ）
  - 関根&優香の笑うお正月2011（テレビ朝日）
  - 夢対決!とんねるずのスポーツ王は俺だ!スペシャル（テレビ朝日）
  - 志村&鶴瓶のアブない交遊録14（テレビ朝日）
  - 新春!お笑い名人寄席〜時代を超える本物の名人芸〜（テレビ東京）
  - 働きガイ大百科スペシャル いま儲かっている外食ベスト10（テレビ東京）[28]
  - Culture:Japan 2011 NEW YEAR SPECIAL(TOKYO MX)
  - 新春!オールよしもと初笑いスペシャル（朝日放送）
  - よゐこの新春ネタFes2011（朝日放送）
  - 今田耕司プレゼンツ 鶴瓶vs未知数芸人 俺の相方誰やねん!?スペシャル2011（関西テレビ）
  - BSフジ開局10周年記念番組 日本遺産物語・第4話（BSフジ）※最終回
- 3日
  - 初笑い東西寄席（NHK総合）
  - 歴旅Qタイムトラベラー〜江〜（NHK総合）
  - 緊急生放送!間寛平アースマラソン激走748日あす日本上陸SP（日本テレビ）
  - ビートたけしの教科書に載らない日本人の謎（日本テレビ）
  - お笑いDynamite!2011〜今年は年始にネタ祭りだSP〜(TBS)
  - さんタク（フジテレビ）
  - 新春クラシックスペシャル2011〜大植英次のドイツ浪漫〜（朝日放送）
  - 地球の頂へ〜栗城史多エベレスト挑戦〜完全版（テレビ東京）[29]
  - 演歌の花道2011新春スペシャル（テレビ東京）
  - 爆笑! 2011こうなる宣言（関西テレビ）
  - 2011年新春釣りスペシャル パンクブーブー VS NON STYLE M-1王者東京湾激釣りバトル(テレビ新広島)
- 4日
  - 新春オールスター なにわ"歌の新年会"（NHK大阪放送局 / NHK総合）
  - 対決バラエティ ほこ×たて（フジテレビ）[30]
  - テキトー男3人旅〜京都改め飛騨高山〜（中京テレビ）[31]
  - 芸能界特技王決定戦 〜TEPPEN〜（フジテレビ）[32]
  - アンラッキー研究所（日本テレビ）
  - そんな人じゃねぇ!〜イメージと違う芸能人たち〜（日本テレビ）
  - 世界ブサイク陸上2011（フジテレビ）
  - 春一番!笑売繁盛（毎日放送）
  - 2011関西財界フォーラム〜関西経済の正念場〜（朝日放送）
  - フットボール刑事の芸人家宅捜査7（朝日放送）
- 5日
  - 新春スペシャル歌謡祭（テレビ東京）[33]
  - おじさんスケッチ2（フジテレビ）[34][35]
- 6日 - 空から見た地球。〜あなたの知らないこの星の奇跡〜（テレビ朝日）
- 7日
  - 中居正広の人気番組ぜんぶ見せます!速報!年末年始 ザ・視聴率ベスト30!!&年間ベスト50!!（日本テレビ）[5]
  - 古代文明ミステリー たけしの新・世界七不思議5（テレビ東京）
- 8日
  - 日本史エピソダス（テレビ朝日）[36]
  - 元祖!大食い王決定戦〜全国縦断新女王発掘戦〜（テレビ東京）
  - 西川きよし劇団旗揚げ公演記念SP 帰ってきた素人名人会（毎日放送）
- 9日
  - ダイワハウススペシャル プロ野球オールスタースポーツフェスティバル（読売テレビ）
  - さんま・玉緒のお年玉あんたの夢をかなえたろかスペシャル(TBS)
- 10日
  - 旅のココロ 〜石ちゃんも感動! 高橋克典の絶対美味しい 思い出グルメツアー〜（九州朝日放送）
  - ABC60周年記念特別番組 第32回ABCお笑い新人グランプリ（朝日放送）
  - 7男2女11人の大家族 石田さんちが大騒ぎ2011!（日本テレビ）
  - 古代エジプト三大ミステリー 天才考古学者ザヒ・ハワースの新発見!第4弾!（日本テレビ）
  - 富士通スペシャル スポーツ人間交差点 〜光と影〜(TBS)[37]
- 15日 - ボク達同級生!プロ野球昭和40年会VS48年会（関西テレビ）
- 16日
  - 冬の味覚満載!家族を守る幸せグルメin東北（東日本放送）[38][39]
  - 北海道朝まで生討論「激論どうなる北方領土」（北海道テレビ放送）[40]

- 21日 - 今夜決定!これがベスト・オブ・ベスト アワード2010（ムービープラス）
- 22日 - 日本一のお好み焼きを作れ!鉄板ジュ〜ジュ〜隊が行く2 海の幸vs山の幸（広島テレビ放送）[41]
- 23日
  - アフリカの貧しい国 ゾマホンの母国ベナンを救え2〜ビートたけしのお願い〜（テレビ朝日）[38]
  - 決定!第19回FNSドキュメンタリー大賞（フジテレビ / FNS28局）
- 27日 - 教科書にのせたい!第3弾!ホントは恐い世界の真実大解明SP(TBS)[26]※パイロット版
- 29日
  - サイエンスミステリー2011 "カラダと心" 見えざる禁断の世界〜極限の運命と闘う人々SP〜（フジテレビ）[42]
  - GOLF・ダ・ヴィンチ 上達への道!プロのドリルに学べスペシャル（テレビ東京）
- 30日 - よしもと石田"笑"店 〜石田靖と東西新喜劇スターが大笑いで大暴れ2011〜（関西テレビ）
- 31日 - バナナマンの神アプリ@（テレビ東京）※パイロット版

### 2月放送
- 3日 - ブラックワイドショー 第三惑星放送協会・特別編 〜さよなら細川惑星放送大佐〜（日本テレビ）[43]
- 5日・12日 - TV見仏記なんと10周年記念スペシャル! 新TV見仏記（関西テレビ）- 5日は京都編、12日は奈良・斑鳩編を放送[44]。
- 5日〜28日 - ヒストリーチャンネル™開局10周年スペシャル企画 特集 いま、ニッポンに昭和力（ヒストリーチャンネル™）
- 6日 - だからゴルフは面白い2011（テレビ東京）
- 10日、17日、24日 - 宮川大輔×ケンドーコバヤシのあんぎゃー 新潟ぶらりで旅トーク（BS日テレ）
- 11日
  - R-1ぐらんぷり2011（関西テレビ）
  - 第21回JNN共同制作番組 夢は日本のハリウッド（テレビユー山形）
  - 第25回民教協スペシャル「母の衣に抱かれて 津軽 袰月ものがたり」（青森放送 / 民教協加盟33局）[45]
  - 会社見学!スクープを探せ（テレビ大阪）
  - 第2回OKBankスマイル歌謡祭 人生おうえん歌 〜心に響くあの歌この歌〜（テレビ愛知）
  - 2011炎の祭典阿含の星まつり（KBS京都）
- 13日
  - よゐこの旭山動物園日記2011（北海道テレビ放送）[38]
  - 美しくやせたい女たち2011（テレビ東京）
- 15日 - 値王（フジテレビ）[7][46]
- 18日 - 第34回日本アカデミー賞授賞式（日本テレビ）
- 19日 - 大集合!青春のフォークソング（NHK BS2）
- 20日
  - 動物の故郷からのメッセージ〜旭山動物園プレミアム〜（北海道放送）[47]
  - M-1グランプリ2010リターンズ（朝日放送）[48]
- 22日 - 大河バラエティ 超近現代史3〜人間は相変わらずアホか?〜（日本テレビ）[49]
- 26日
  - メディア・マガジン 〜テレビをよく知るテレビ〜（日本テレビ）
  - 名医と巡る!体がヨクナール学園課外授業 冬の山陰・食べ尽くし旅!!（フジテレビ）[50]
- 27日
  - 紳助・徳光の一枚の写真（九州朝日放送）[38][51]
  - クイズ!ドレミファドン!最強イントロ王決定戦SP（フジテレビ）
  - あさひグランド花月（朝日放送）

### 3月放送
- 1日 - ドリフ大爆笑!!加藤茶芸能生活50周年（フジテレビ）[7]
- 3日 - うわっ!ダマされた大賞2011（日本テレビ）
- 4日 - 第41回NHK上方漫才コンテスト（NHK大阪）[52]
- 5日
  - Tokyo_Girls_Collection_2011（NHK BShi）※BS2では6日に放送
  - 熱血!売れる芸人塾 〜そーだったのか!笑える春の特別講習!!〜（読売テレビ）
  - 阪神タイガース2011開幕直前SP（テレビ大阪）
- 6日 - J-POP青春の'80（NHK BS2）※パイロット版
- 7日 - セインとボビーの謎解きグルメ大冒険（福島放送・新潟テレビ21）[53]
- 8日
  - 激闘大家族SP東京下町五つ子ちゃん成長記2011（TBS）
  - 歌うま女王は誰だ!?歌がうまい王座決定戦春の大激突スペシャル（フジテレビ）[7][54]
- 19日
  - みんなの吹奏楽2011 〜音楽で勇気と元気を届けよう〜（NHK BS2）
  - ますだおかだの関西縦断芸能人もっぺんごはん・春の陣〜自腹をかけた絶品グルメバトル（関西テレビ）
- 21日
  - 発表!Nコン2011課題曲〜第78回NHK全国学校音楽コンクール開幕〜（NHK教育）
  - TOKYO GAS Presents 地球の目撃者（テレビ朝日）
- 22日 - みんなで参加!Q ナゴヤのギモン 第3弾!! 春らんまんSP（テレビ愛知）
- 23日 - 衝撃!三世代比較TVジェネレーション天国（フジテレビ）
- 24日
  - 3年B組金八先生同窓会スペシャル（TBS）[26]
  - 壮絶人生ドキュメント 俺たちはプロ野球選手だった（TBS）[55]
- 26日
  - HTB環境スペシャル 湿原の獣医さん（北海道テレビ放送）[56][57]
  - 北海道のチカラスペシャル(北海道テレビ放送)[57][58]
- 27日 - 世界の子供がSOS!THE★仕事人バンク マチャアキJAPAN（朝日放送）
- 28日 - アハハ劇場 〜みんなのネタ〜（フジテレビ）[59]
- 31日
  - アナタの名字SHOW（読売テレビ）
  - あなたの知らない僕らのウマめし大賞2（TBS）[26]
  - クイズ$ミリオネア（フジテレビ）

### 4月放送
- 1日 - スター衝撃映像99連発 大爆笑春場所（日本テレビ）[5]
- 2日 - SMAPがんばりますっ!!2011（テレビ朝日）
- 3日
  - ウンナンの気分は上々。〜マツコ&楽しんご〜と旅してきましたSP（TBS）[60]
  - 東京風〜TOKYO WINDS〜（フジテレビ）[61]
  - 漫画説法（テレビ朝日）[62]
- 5日 - 4時間まるごと!激闘大家族スペシャル!!（TBS）
- 6日 - 松任谷由実のオールナイトニッポンTV4（フジテレビ）
- 8日
  - 注文の多い演芸場（テレビ朝日）[63]
  - たまらんキング（テレビ東京）[64]
- 9日 - 報道特捜SP（テレビ朝日）※最終回
- 10日 - 世界ウルルン滞在記 みんな元気に!復活スペシャル（毎日放送）
- 12日 - 芸能界プライドバトル ガチマッチ（関西テレビ）
- 14日 - 芸人記者〜春の取材魂〜体当たりスクープSP（TBS）[26]
- 16日 - 第46回上方漫才大賞（関西テレビ）
- 17日 - 世界7大ミステリー 人体の奇跡スペシャル3（テレビ東京）[65]
- 20日 - マイノリティ・リポート（日本テレビ）[66]
- 24日 - 第59回兵庫リレーカーニバル（サンテレビ）
- 25日〜28日 - 若冲ミラクルワールド（NHK BSプレミアム）
- 29日
  - 第40回広告大賞（フジテレビ・関西テレビ）
  - 芸能人リアルプライベート旅 StarTours・友近の愛媛（テレビ東京）[67]
- 30日 - 世界卓球CMアワード2011（テレビ東京）

### 5月放送
- 1日 - 地球オーケストラ〜日本の美しい音を探す旅〜（中京テレビ）[68]
- 3日
  - グッときた名場面ベスト51（日本テレビ）
  - 芸能界の告白3（フジテレビ）[7][69]
  - 瀬戸内釣り物語〜シーズン到来!チャレンジ釣りマスターへの道の巻〜（中国放送）
- 5日
  - 第17回家族で選ぶにっぽんの歌（NHK総合）
  - おんなの買物大作戦3（TBS）
- 7日・14日 - すんごい!!匠の逸品ショー（読売テレビ）
- 7日 - ストレスぶった斬りバラエティー 解決!!イライラ侍（関西テレビ）
- 14日 - 銀座OL世界をゆく!5（フジテレビ）[70]
- 15日 - LIFE IS BEAUTIFUL4〜小さないのちの詩〜（東海テレビ）
- 24日 - マジック革命!セロ!!（フジテレビ）[7]
- 29日
  - 行列のできる芸能人通販王決定戦（日本テレビ）
  - キッセイ薬品スペシャル 安曇野わんぱく日和〜槍ヶ岳に挑む・湧水に遊ぶ・田園列車の旅〜（長野朝日放送）[71][72]

### 6月放送
- 4日 - 2011tvk秋じゃないけど収穫祭（テレビ神奈川）
- 8日・9日 - 美空ひばり23回忌追悼記念番組 もうひとつのひばり伝説（BS日テレ）[73]
- 11日 - 鉄道模型ちゃんねる2時間スペシャル2（BSジャパン）[74]
- 12日 - ベストオブごはんの友 ○○だけで激ウマ料理!（山陽放送）
- 15日・22日 - 1位をとった名曲歌合戦（日本テレビ）
- 18日
  - 土曜スペシャル がんばれ東北!有名観光地へ行こう!（テレビ東京）※東日本大震災関連
  - 食べたい日本の忘れ味?〜隠れた味覚を旅して〜（BS朝日）[75]
- 23日 - ケッパレ!ごはん（北海道放送）[76]
- 25日 - 人志松本のすべらない話20回記念大会（フジテレビ）[42][77]
- 25日・26日  - ザ・ベストテレビ2011(NHK BSプレミアム)[78]
- 26日
  - ニッポンを釣りたい! 〜明日行きたい美しき名所〜（テレビ新広島）[79]
  - スイーツ&ピース 本当においしい!スイーツガールズコレクション2011夏（テレビ東京）
- 27日〜30日 - おまえなしでは生きていけない〜猫を愛した芸術家の物語（NHK BSプレミアム）[80]

### 7月放送
- 1日 - プレミア音楽祭2011夏 〜頑張ろう!にっぽんの歌〜（テレビ東京）※「夏祭りにっぽんの歌」より改題
- 4日〜7日 - あんぐるランキング（NHK Eテレ）[81]
- 7日 - 激闘大家族スペシャル 自給自足19年 大自然の小さな家2(TBS)[26][82]※東日本大震災関連
- 8日 - ビートたけし特別主催 おバカンヌNo.1映像祭（日本テレビ）[5][83]
- 9日
  - 5MEN旅（日本テレビ）[3]※パイロット版
  - ゴールデン・キャスト（TBS）
- 11日〜14日 - きょーこ先生の空想保健室（NHK Eテレ）[84]
- 11日 - スゴい会議!この夏、夫婦がヤバイ!?男と女の緊急SP!!（テレビ東京）[85][86]
- 16日 - 汗と笑顔のサンサンサマー!お台場合衆国開国SP ぼくらがNIPPON応援団（フジテレビ）[87]
- 18日 - ABUロボコン 決定!日本代表(NHK総合)

- 19日〜20日 - 渡辺謙 アメリカを行く "9・11テロ"に立ち向かった日系人(NHK BSプレミアム)[90]
- 21日 - TVチャンピオン特別版 レゴブロック王選手権（テレビ東京）[91]
- 21日・28日 - ありえない花火大会（関西テレビ）[92]
- 22日 - 関根&優香の笑う夏休み2011（テレビ朝日）
- 23日〜24日 - FNS27時間テレビ めちゃ×2デジッてるッ!笑顔になれなきゃテレビじゃないじゃ〜ん!!（フジテレビ / FNS27局（TOS除く））
- 23日〜31日 - 北欧スペシャル（NHK BSプレミアム）複数番組を編成[84][93]
- 25日〜28日
  - オトナへのトビラTV（NHK Eテレ）[84][94]
  - 真夏の夜の経済学（NHK Eテレ）[84]
- 25日 - 2011天神祭生中継（テレビ大阪）[95]
- 26日 - ついていったらこうなった8〜悪徳商法緊急報告会〜（フジテレビ）[7]
- 29日・30日 - 	未解決事件 File.01「グリコ・森永事件」（NHK総合）[96]
- 30日
  - 民謡日本一決定!〜日本民謡フェスティバル2011〜（NHK総合）
  - まかないメシ食べまくり!!〜東北グルメの今を捜査せよ!〜（福島中央テレビ）[97]※東日本大震災関連

### 8月放送
- 1日〜31日 - スーパーヒーローMAX2011（東映チャンネル、ファミリー劇場、テレ朝チャンネル）複数番組を編成
- 1日〜4日 - 証言ドキュメント 周恩来とその時代（NHK BSプレミアム）[84]
- 3日、10日、17日 - ファミリーヒストリー（NHK総合）
- 4日 - 世界の恐怖映像2011（TBS）[26]

- 6日
  - 広島平和記念式典（NHK総合、中国放送、広島テレビ、広島ホームテレビ、テレビ新広島）
  - いのちのうた2011（NHK広島放送局）[99]※13日深夜に総合テレビで全国放送
  - FNS歌謡祭 うたの夏まつり2011（フジテレビ）
  - 夏だ祭りだカンテーレ!おしゃべり芸能人 灼熱のぶっちゃけ生トークSP（関西テレビ）[100]

- 7日
  - RKB創立60周年記念番組 吉村作治 太陽の船〜徹底解明!ピラミッドの謎〜（RKB毎日放送）[102]
  - 稲川淳二の投稿怪談2011（関西テレビ）※『怪談グランプリ』から改題
- 7日〜9日 - 空海 至宝と人生（NHK BSプレミアム）
- 8日〜11日 - 温故希林〜樹木希林の骨董珍道中（NHK BSプレミアム）[103]
- 9日 - 長崎平和祈念式典（NHK総合、長崎放送、長崎国際テレビ、長崎文化放送、テレビ長崎）
- 10日
  - ちょっと変だぞ 日本の自然 〜新型生物誕生!大混乱スペシャル〜（NHK総合）
  - フットボール刑事の芸人家宅捜査8（朝日放送）
- 10日〜12日
  - 追跡!AtoZ特別編（NHK総合）
  - 世界遺産 一万年の叙事詩〜第3シリーズ・近現代編〜（NHK BSプレミアム）
- 13日
  - 第43回思い出のメロディー（NHK大阪放送局 / NHK総合）
  - 帰ってきた 歌のホームラン（石川テレビ）[104]
- 14日
  - 和田アキ子のニッポン爆笑珍道中 高田マネージャー付き（中京テレビ）[105]
  - 池上彰の戦争を考えるSP第2弾〜こうして戦争は終わり、戦後の復興が始まった〜（テレビ東京）[106][107]
  - ブラックマヨネーズの学生ボウリング甲子園2011（関西テレビ）
- 15日 - 全国戦没者追悼式（NHK総合）
- 16日 - もしドラ再び〜程高野球部の1年（NHK総合）
- 18日 - 北欧から世界へ〜ABBA 時代が求めたハーモニー（NHK BSプレミアム）
- 19日 - Iwataniスペシャル 鳥人間コンテスト2011（読売テレビ）[108]
- 20日・21日
  - 24時間テレビ34「愛は地球を救う」(日本テレビ)
  - 証言記録 太平洋戦争（NHK BSプレミアム）
- 20日、27日 - 夏だ!やんばる奇跡の森（NHK Eテレ）
- 20日
  - ワンダー×ワンダー夏の絶景&冒険スペシャル（NHK総合）
  - 真夏の警察☆灼熱捜査網（テレビ朝日）
  - ナインティナインのTHE MANZAI真夏のネタ連発SP!!（フジテレビ）
  - やすしきよしの夏休み2011 わがまま珍道中（関西テレビ）
  - めんたいキッズ放送局2011（福岡放送）[109]
- 21日、28日 - クリエーターズ file（NHK Eテレ）
- 21日 - 東野劇団ダイコン チャレンジが大好きです（関西テレビ）[110]
- 22日 - 24時間マラソンの裏側（日本テレビ）
- 24日
  - 小林賢太郎テレビ3（NHK BSプレミアム）
  - 不思議トークバラエティ 四次元クラブ（テレビ大阪）[111]
- 25日 - 第9回MBS新世代漫才アワード（毎日放送）[26]
- 27日
  - ココロ見（NHK Eテレ）[112]
  - アサヒビールプレゼンツ 独占生中継 第34回隅田川花火大会（テレビ東京）
  - (株)世界衝撃映像社スペシャル（フジテレビ）[42]
  - スーパー漁師列伝2（福岡放送）[113]
  - 実況生中継!名古屋を彩る熱き舞!にっぽんど真ん中祭り2011（東海テレビ）
- 27日、28日 - 2011北海道マラソン 走る、猫ひろし。そしてロンドンへ!?（北海道文化放送）[114]
- 28日 - ABCこども未来プロジェクト 熱血!ドリームティーチャー〜こどもの夢かなえます〜（朝日放送）

### 9月放送
- 3日
  - ブラマヨのスポーツ秘話王決定戦 みんなのMVP2（日本テレビ）[3][115]
  - 高校野球スペシャル 特別な夏、僕らは…（朝日放送）
- 3日〜4日 - ドラえもん誕生日&藤子・F・不二雄ミュージアムオープン記念24時間放送!（テレ朝チャンネル）複数番組を編成
- 3日、24日 - もしも明日が…（NHK総合）[116]
- 4日
  - 世界がびっくり!ニッポンて不思議ダネ（静岡放送）[117]
  - LISMO WAVE LIVE Special 閃光ライオット2011（MUSIC ON TV!）
- 6日 - 世界の恐怖映像最強版 絶叫度100％!ベストオブベスト（TBS）
- 9日 - ライオンスペシャル 第31回全国高等学校クイズ選手権（日本テレビ）
- 10日 - たけし所の二人てれび（TBS）3局目[118]
- 11日 - 雑学バラエティ なるほど!オナマエ堂2（テレビ西日本）[119]
- 15日 - 甦る昭和の歌姫伝説〜華麗なる人生の光と影 今夜限りの完全保存版（TBS）[26]
- 17日、18日、19日 - YOSHIMOTO WONDER CAMP KANSAI（毎日放送、読売テレビ、テレビ大阪、朝日放送、関西テレビ）[120]
- 18日 - 関西コレクションTV 2011 Autumn&Winter 完全攻略スペシャル（関西テレビ）
- 19日
  - ABUロボコン2011タイ・バンコク大会 ロイ・クラトンの火をともせ（NHK総合）[121]
  - 旅RUN in トルコ〜道端ジェシカ 世界遺産を走る〜（RKB毎日放送）[122]
  - 教えて!メリ夫くん課外授業・鉄道編（テレビ愛知）[123]
- 22日、23日 - シリーズ 食べて、釣って、死ぬ 未公開資料で迫る開高健の冒険（NHK BSプレミアム）
- 22日 - 100kg超級ダイエット!「あの日に帰りたい」ミラクルチェンジSP（TBS）[26]
- 23日
  - キングオブコント2011(TBS)
  - 岸和田だんじり祭2011 伝統を支える熱き男たち（テレビ大阪）
- 24日、25日 - 第18回KTSの日（鹿児島テレビ放送）[124]
- 24日
  - フジテレビ人気番組名場面全て見せます!第16回がんばった大賞（フジテレビ）
  - クレヨンしんちゃんが教えてくれる!?世界最大の"大つけ麺博"（テレビ朝日）
  - 仙台放送まつり2011 ともに笑顔!みんな笑顔になっちゃうぞ!!SP（仙台放送）
- 25日
  - 季節の変わり目に達人が教える!カラダいたわりレシピ芸能人"秋の料理"対決!（テレビ朝日）[38][125]
  - 五木寛之の新金沢百景〜水のある暮らし〜（テレビ金沢）
  - X Style 〜Autumn Collection〜（MBS）
- 26日
  - 東野・岡村の旅猿SP プライベートでごめんなさい…スイスでキャンプの旅（日本テレビ）レギュラー終了後初[126]
  - テレビ公開捜査 THE指名手配3〜あなたの隣に犯人がいる〜（テレビ東京）[127]
- 27日 - 激闘大家族スペシャル〜お父さんは外国人〜イケメン7兄弟+1女10人国際結婚大家族 日本で育む家族の絆!!(仮、TBS)[128]
- 28日
  - 銭形金太郎超ビンボーさん祭スペシャル（テレビ朝日）[129]
  - 幸せ!ボンビーガール家賃も食費も全部込み!月7万円で暮らそうスペシャル!（日本テレビ）
- 29日、30日 - 劇団123（TBSチャンネル）[130]

### 10月放送
- 3日、4日、5日 - 長江 天と地の大紀行（NHK BSプレミアム）[131]
- 6日 - オモバカ5 王者決定トーナメント（フジテレビ）
- 7日 - 激闘大家族スペシャル〜泣いてたまるか!!子供の為に…大決断!4男1女7人の大家族 車で1000キロの大移動〜（TBS）[132]※東日本大震災関連
- 8日
  - 夢をつかめ!高校生お笑い頂上決戦〜イオンハイスクールマンザイ2011〜（フジテレビ）[87][133]
  - 世界(秘)オモシロCMサミット（テレビ朝日）[134][135]
- 10日
  - ガラスの地球を救えスペシャル いま聞こう 大地の声を（朝日放送）[136]
  - 炎が舞い、光が奏でる!第64回秦野たばこ祭り（テレビ神奈川）[137]
- 15日 - 第4回貝印スイーツ甲子園（BSフジ）[138]
- 22日〜30日、きらり!東北の秋（NHK BSプレミアム）[139]※東日本大震災関連、複数番組を編成
- 23日 - 脳テレ〜あたまの取扱説明書（トリセツ）〜（仙台放送）
- 27日
  - ドラフト緊急生特番!お母さんありがとう 夢を追う母と子の壮絶人生ドキュメント 運命の瞬間生中継（TBS）[26]
  - 第11回吉本陸上競技会（毎日放送）[26]
- 30日 - 第38回日本賞授賞式 輝け!教育コンテンツ世界一（NHK Eテレ）

### 11月放送
- 1日 - わが心の大阪メロディー（NHK大阪 / NHK総合）
- 3日
  - 西本願寺音舞台（毎日放送）[140]
  - ABC創立60周年記念特別番組 復活!!すんげー!Best10（朝日放送）[141]
  - 三谷の日（WOWOW）複数番組を編成[142]
- 4日 - ネオジャーナリスティックバラエティ さんま&所の世の中を動かしているのは誰だ会議II（日本テレビ）[5][143]
- 5日 - 松本人志大文化祭（NHK BSプレミアム）複数番組を編成[144]
- 6日
  - 高専ロボコン2011地区大会（NHK総合）※地域により放送する地区大会は異なる。
  - 大正製薬Human Scienceスペシャル 風邪に負けないスペシャル 防ぐぞ!治すぞ!セルフメディケーション（テレビ朝日）
- 11日 - 大相撲九州場所前夜祭（NHK福岡 / NHK総合（九州沖縄8県））
- 12日 - なでしこ軍団&男子サッカー代表W緊急出演!!新ジャンクSPORTSトーク復活祭り!（フジテレビ）[42]
- 19日 - 関西テレビ開局記念生特番 夫婦のチカラで関西元気!笑顔の花を咲かせまショーSP（関西テレビ）[145]
- 20日 - 名医と巡る!体がヨクナール学園4 秋の四国旅in高知（フジテレビ）
- 21日〜27日 - 食ウィーク ニッポンを食べよう!（日本テレビ）※東日本大震災関連、複数番組を編成[146]
- 23日
  - 世界に届け!私たちの創った音楽〜インターナショナルジュニアオリジナルコンサート（テレビ東京）[147]
  - ABC創立60周年記念特別番組 漫才パレード2011（朝日放送）[148]
  - お得満載!今日は生放送!!秋のMXお買い物スペシャル（TOKYO MX）[149]
- 24日
  - ベストヒット歌謡祭2011（読売テレビ）
  - 今!この芸人が面白い 爆問パワフルフェイス 見逃し厳禁ネタ30連発（TBS）※レギュラー終了後初[26]
- 27日
  - 第44回日本作詩大賞（テレビ東京）[106]
  - 大阪ダブル選開票速報（NHK大阪）※20時43分より複数回放送
- 28日、29日 - 写ねーる（NHK BSプレミアム）※パイロット版
- 29日 - 歌謡チャリティーコンサート（NHK前橋 / NHK総合）[150]
- 30日 - 日テレ系音楽の祭典 ベストアーティスト2011（日本テレビ）

### 12月放送
- 2日 - ルパン三世 血の刻印 〜永遠のMermaid〜（日本テレビ）2年ぶり新作[151]
- 4日 - おしろツアーズ3 〜絶対行きたくなる!おもしろ名城旅〜（東海テレビ）[152][153]
- 7日 - 2011 FNS歌謡祭（フジテレビ）
- 10日
  - どれだけ食えスト2（日本テレビ）[3]
  - 第44回日本有線大賞（TBS）
- 11日 - アイデア対決!全国高等専門学校ロボットコンテスト 高専ロボコン2011（NHK総合）
- 16日 - さんまの芸能界ワイドショー家族No.1決定戦（朝日放送）
- 17日 - THE MANZAI 2011（フジテレビ）
- 18日
  - 旅の香り年忘れ名湯SP ヒミツの箱根グルメ駅伝 （テレビ朝日）[38]
  - FNN重大ニュース 特命報道記者X2011（フジテレビ）
  - 久米宏 経済スペシャル第4弾 TOKYOって幸せですか?（テレビ東京）
- 19日 - 25日、ワイワイ爆笑Week（読売テレビ）※複数番組を編成[154]
- 20日
  - 大追跡!あのニュースの続き（関西テレビ）[155]
- 21日
  - こんにちは!動物の赤ちゃん2011（NHK総合）
  - 中居正広の7番勝負!超一流アスリートVS芸能人世紀の対決SP2011（日本テレビ）
  - もういくつ寝るとお正月&トリビアの泉10周年SP（フジテレビ）
- 22日 - スキャンダル総決算!修羅場スター全員集合 ワイドショー女子会III（TBS）[26]
- 23日
  - 年忘れ漫才競演（NHK総合）
  - 1万人の第九 yell for TOHOKU（毎日放送）※東日本大震災関連
  - 上方漫才トラディショナル2011（毎日放送）[156]
  - 爆笑問題の検索ちゃん芸人ちゃんネタ祭り!2時間スペシャル（テレビ朝日）[157]
- 24日
  - 2011日本賞Presents 世界のとっておきテレビ（NHK Eテレ）
  - ビートたけしの超常現象(秘)Xファイル（テレビ朝日）
  - 明石家サンタの史上最大のクリスマスプレゼントショー（フジテレビ）
  - 空飛ぶ!爆チュー問題クリスマスライブ2011（フジテレビ）
- 24日、25日 - Vドリーム（テレビ朝日）[158]
- 25日
  - 報道の日 2011 記憶と記録そして願い（TBS）※東日本大震災関連、複数番組を編成（4部構成）[159]。
  - たまッチ!プレゼンツ珍プレー好プレー大賞2011中居君と一緒に大笑い!!ハッピーメリー珍クリスマス（フジテレビ）
  - もうかる日本グルメ旅ミヤネ式in福岡（フジテレビ）
  - さんま&SMAP!美女と野獣のクリスマススペシャル'11（日本テレビ）
  - クリスマスの約束2011（TBS）[160]
  - 日本サッカー新時代〜2014年への旅〜（テレビ朝日）
- 26日
  - 超歴史ロマン"大江戸ミステリー"完全決着SP（テレビ東京）[161]
- 27日
  - 明日に向かって〜2011スポーツハイライト〜（NHK総合）
  - あなたの街にもきっとある 行列のできない激うまラーメン（テレビ東京）[162]
- 28日
  - ともに 希望あるあしたへ〜ニュースハイライト2011〜（NHK総合）
  - 7男2女11人の大家族 石田さんチが大騒ぎ!〜2011家族の絆〜（日本テレビ）
  - ビートたけしのガチバトル2011（毎日放送）[163]
  - プロ野球戦力外通告・クビを宣告された男達（TBS）
  - たけスポ〜2011年末特大号〜（テレビ朝日）
  - 惜別!天才落語家立川談志を偲ぶ（TOKYO MX）[164]
  - 八方・今田のよしもと楽屋ニューススペシャル（朝日放送）
- 29、30日 - 今夜誕生!史上最高の"恋歌"〜応援します…あなたの恋・あなたの夢〜（テレビ東京）[165]
- 29、30日、2012年1月1日 - 3日 - TASUKI 〜つながる想い〜（BS民放5局共同制作 / BS日テレ・BS朝日・BS-TBS・BSジャパン・BSフジ）[166]
- 29日
  - 大相撲この一年（NHK総合）
  - お笑いDynamite!2011〜年末は紅白ネタ合戦で年越し祭りだSP〜（TBS）[167]
  - オールザッツ漫才（毎日放送）
  - 踊る!大警察24時 逮捕の瞬間100連発（フジテレビ）
  - ビートたけしのあと5回だけヤラせてTV（TBS）[168]
  - TOKYOヒットガール（日本テレビ）
  - 中居正広のプロ野球魂!!（テレビ朝日）[169]
  - 祝20回!さんま・清の夢競馬〜最後は有馬を生観戦SP!!〜（関西テレビ）※最終回
- 30日
  - シリーズ13億人の深層 第5章 老いゆく巨龍〜中国・高齢者4億の光と影〜（テレビ大阪）[170]
  - 第53回 輝く!日本レコード大賞（TBS）
  - 朝まで生つるべ（テレビ朝日）
- 31日
  - 大みそか列島縦断LIVE 景気満開テレビ 被災地復興応援SP（フジテレビ）
  - 年忘れ!吉本お笑いオーケストラ7（テレビ朝日）
  - 永久保存版 プロの技すべて魅せます!宮里藍・聖志・優作のゴルフワンダーランド（テレビ東京）[171]
  - 第24回全国おもしろニュースグランプリ（テレビ朝日）
  - 2011大みそかプロ野球大忘年会＆関西駅伝No.1決定戦!（関西テレビ）
  - 第44回年忘れにっぽんの歌（テレビ東京）
  - 大晦日はマル・マル・モリ・モリ!爆笑そっくりものまね紅白歌合戦祭りだ祭りだスペシャル（フジテレビ）
  - 第62回NHK紅白歌合戦（NHK総合）
  - N響"第9"演奏会（NHK Eテレ）
- 31日 - 2012年1月1日
  - ゆく年くる年（NHK総合）
  - ジャニーズカウントダウン2011-2012（フジテレビ）
  - 大みそかシネマスペシャル 上を向いて歩こう（テレビ東京）
  - 東急ジルベスターコンサート2011-2012（テレビ東京）

### 1年間で複数回放送された特番
- 2010年12月29日、30日、2011年1月1日、2日、3日 - BS民放10周年5局共同特別番組 ヒューマン・コラボレーション〜挑み続ける人々・テイクオフの瞬間〜（BS日テレ、BS朝日、BS-TBS、BSジャパン、BSフジ）[172]
- 1月1日、3月29日 - 結局!確率な〜のだ（テレビ東京）[173]
- 1月1日、3月30日 - さまぁ〜ずHIGH（フジテレビ）
- 1月1日、5月5日[26] - キングオブチェアー!芸能界頂上決戦SP(TBS)
- 1月1日、5月29日[15] - 尾行ズ I LOVE YOU(TBS)
- 1月1日、7月1日 - JNN総力蔵出しSP こんなの見たかった!超ブッ飛び映像祭2・3（TBS / JNN28局）[174]
- 1月1日、10月2日[106] - カラオケ★バトル6・7（テレビ東京）
- 1月2日、3月22日 - ゴレンタン（フジテレビ）※パイロット版
- 1月2日(新春9時間SP)、3月26日(特別編)、10月1日・8日(2011夏) - 痛快!ビッグダディ（テレビ朝日）
- 1月2日、3月30日、10月20日[26] - 爆笑!ものまねウォーズ(TBS)
- 1月2日、4月1日 - 世界進出バラエティー メイドインJAPAN(TBS)
- 1月3日、9月4日、10月9日 - 完成!ドリームハウス（テレビ東京）[106]
- 1月4日、2月1日 - 世界のコワ〜イ女たち ホントにあった!仰天事件簿SP(TBS)※パイロット版
- 1月4日、4月4日、10月3日 - 淳の休日（フジテレビ）
- 1月4日(開幕戦)、6月11日(春の陣)、10月22日(秋の陣) - IPPONグランプリ（フジテレビ）[42]
- 1月5日、4月4日 - 汐留ギャラリーハウス（日本テレビ）
- 1月5日、4月9日、9月23日 - 時代が選んだNo.1 永遠の名曲歌謡祭（テレビ朝日）
- 1月5日、7月4日、9月26日、10月26日 - おじゃマップ（フジテレビ）※パイロット版
- 1月6日、5月4日、9月22日 - クイズでGo! ローカル線の旅（NHK総合）
- 1月6日、8月11日 - なるみ・ブラマヨの叫びまショウ!〜これを知らないなんて!どうかしてるぜ!〜1・2（朝日放送）
- 1月7日、28日、2月5日 - くりぃむナントカDVD第3弾発売記念スペシャル（テレビ朝日）
- 1月7日、7月9日 - 有田&山崎のひきだし太郎（テレビ東京）
- 1月8日、ほか
  - あなたが主役 50ボイス“大河ドラマ・江”ボイス（NHK総合）
  - 俳優の集まるレストラン（テレビ朝日）
  - 列島警察捜査網 THE追跡（テレビ朝日）
- 1月8日、3月30日、9月29日 - ロンブー&チュートの芸能人ヒットソングで爆笑ショーバトル（日本テレビ）[175]
- 1月8日、6月7日[7] - THEパフォーマンス営業部（フジテレビ）[176]
- 1月8日、12月24日 - 本音激論!!なかそね荘（日本テレビ）[177]
- 1月9日(85回)、3月17日(傑作選)、5月7日(86回) - 欽ちゃん&香取慎吾の全日本仮装大賞（日本テレビ）
- 1月10日[178]、3月25日[179] - つかえるテレビ（フジテレビ）
- 1月10日、4月15日 - 脳トレ瞬間2択クイズ ソクトウ!（テレビ東京）
- 1月11日、4月12日、8月30日 - 青春アカペラ甲子園 全国ハモネプリーグ（フジテレビ）[7]
- 1月11日、7月3日 - 美女アスリート総出演 炎の体育会TV2011（TBS）※パイロット版
- 1月13日、2月10日、4月4日、7月28日 - 爆!爆!爆笑問題芸能界ザ・密告SP(TBS)[26]
- 1月14日、3月25日、9月2日、10月19日 - 懐かしの昭和メロディ（テレビ東京）
- 1月15日、2月6日、3月10日 - 祝開業 九州新幹線・三都物語（RKB毎日放送・熊本放送・南日本放送）
- 1月15日、4月2日 - ザ・ラストスクエア（テレビ朝日）
- 1月16日、4月15日 - 飛び出せ!!ワールドモニター（テレビ朝日）[180]
- 1月16日、2月20日、5月29日、7月10日、12月10日 - 心の都へスペシャル 〜美しい古都 千年の旅人〜（日本テレビ）
- 1月20日[26]、10月5日 - 世界の果ての日本人!〜ここが私の理想郷〜（TBS）
- 1月21日[179]、3月29日[7] - 教えてMr.ニュース 池上彰のそうなんだニッポン（フジテレビ）
- 1月22日、2月12日 - 上方漫才大賞の使者!漫才マン（関西テレビ）
- 1月23日、7月8日、10月14日 - 俺たちが司会者!!〜We Are Master Of Ceremony〜（テレビ朝日）
- 1月25日(バカデミーUSA)、3月22日(傑作選)、4月7日(15回)、8月2日(16回)、31日(緊急追加)、10月11日(17回)、12月13日(18回) - 世界おもしろ珍メダル バカデミービデオ大賞（フジテレビ）[7]
- 1月29日、2月26日、3月26日 - LISTEN 1001（BS朝日）
- 1月29日、4月16日、9月10日、10月22日 - 都のかほりスペシャル 彩りの古都をゆく（テレビ朝日）
- 1月29日[3]、10月4日 - 号泣バラエティー なみだ記念日（日本テレビ）
- 1月30日〜2月2日 - 三井住友フィナンシャルグループ presents 風がはこんできたもの 〜音楽の原風景〜(TBS)
  - 4月18日 - 風がはこんできたもの〜音楽の原風景〜辻井伸行完全版
- 1月31日〜2月3日、8月29日〜9月2日、前説王（テレビ朝日）
- 2月1日 - からだの不思議 ミラクル★TV（フジテレビ）[7]
  - 11月1日 - からだの不思議 サスペンス★TV（フジテレビ）[7]
- 2月1日、3月1日 - 15だった夜 A NIGHT I WAS FIFTEEN 〜15の時に誰にも言えなかった話〜（毎日放送）[181]
- 2月1日、4月5日 - ワンさかペット ニャンと101匹大作戦（テレビ東京）
- 2月3日、5月19日、6月23日、10月2日、12月24日 - 世界ぶっちぎり映像（TBS）[26]
- 2月3日、6月2日 - OSAKA漫才ヴィンテージ（毎日放送）[26]
- 2月6日、3月25日(追加調査報告) - カクリツの王様（毎日放送）
- 2月6日、4月3日 - 池上彰の世界を見に行く（テレビ東京）[106][182]
- 2月8日、9月6日[7] - 志村けんのだいじょうぶだぁスペシャル（フジテレビ）
- 2月11日、3月21日、5月3日、9月23日、11月3日 - 歌いーな!（テレビ東京）
- 2月11日、7月18日 - 突撃!スター通販報告2・3 (TBS)[183][184]
- 2月12日、5月28日、10月15日 -  さんま&くりぃむの芸能界(秘)個人情報グランプリ（フジテレビ）[42]
- 2月19日、7月23日、8月21日 - 世紀のスクープ撮れちゃった!!マンガみたいな!!ミラクル映像博覧会（テレビ朝日）
- 2月22日、6月21日 - ビューティー・コロシアムSP（フジテレビ）[7]
- 2月23日、8月21日[106] - 激録・警察密着24時!!（テレビ東京）
- 2月25日、6月17日 - ネプ&イモトの世界番付 世界の中の日本の順位（日本テレビ）[5]※パイロット版
- 2月27日、9月11日 - 愛の貧乏脱出大作戦（テレビ東京）[106]
- 3月2日・3日・4日・9日・10日・11日・27日、12月4日・17日 - 大橋未歩のシューカツ魂!（テレビ東京）
- 3月3日、5月12日、9月8日 - お坊さんがズバリ解決!紳助の駆けこみ寺(TBS)[26]
- 3月3日、7月14日 - よしもと100人に聞きました!○○といえば!?あの芸人（毎日放送）[26]
- 3月4日、10月7日 - 芸能人のギャラ初公開!ズバリ発表するぞSP（日本テレビ）[5]
- 3月6日、13日、20日 - 落語家Xの快楽 シーズン2.0(WOWOW)
- 3月6日、27日（3回分を放送） - アイドル動鑑（BSフジ）
- 3月6日、7月24日 - 芸人チョイス!（日本列島・南国）☆宝箱コレクション（読売テレビ）
- 3月10日、6月30日、10月11日 - ニッポン大女優伝説（TBS）[26]
- 3月15日、22日、29日 - 原宿音楽物語 〜Music Restaurant〜（BSジャパン）
- 3月17日[26]、9月21日 - 名作ドラマ大事典!豪華スター同窓会SP（TBS）[185]
- 3月19日、5月1日[38] - ネーミング解明バラエティ ユライの王国（テレビ朝日）
- 3月20日、5月22日 - ショートピース（フジテレビ）
  - 7月31日 - たんぺん!〜大人のコメディ劇場〜[186]
- 3月21日、7月18日 - 中居正広の怪しい本の集まる図書館（テレビ朝日）※パイロット版
- 3月21日、9月23日 - 岡本玲の未来への鍵（テレビ東京）
- 3月22日 - これが世界のスーパードクター14（TBS）
- 3月22日 - 世界のスゴイ映像100連発スペシャル（テレビ朝日）
- 3月23日、9月30日 - THE カテゴライザーSP（日本テレビ）
- 3月24日、10月14日[5] - 好きになった人（日本テレビ）
- 3月25日、9月17日 - ウンナン極限ネタバトル! ザ・イロモネア 笑わせたら100万円SP(TBS)
- 3月26日、12月28日 - 経済ドキュメンタリー カイロスの微笑4・5（テレビ大阪）[187]
- 3月28日、9月26日 - 今夜決定!そこまでやるかマン 世界最強の勇者たち8・9（日本テレビ）
- 3月28日、5月15日、8月7日、12月2日 - World Baseballエンタテイメント たまッチ!（フジテレビ）
- 3月30日、6月4日 - IPPAN グランプリ（フジテレビ）
- 3月31日、10月3日[10] - 名曲ベストヒット歌謡（テレビ東京）
- 4月2日、10月1日 - くりぃむしちゅーの最強アイドル大百科（日本テレビ）
- 4月3日、10月9日 - 世界1のSHOWタイム〜ギャラを決めるのはアナタ〜（日本テレビ）
- 4月3日、5月22日、8月14日 - ザ・スクープSPECIAL（テレビ朝日）[38]
- 4月5日、11月10日[26] - 内村不動産（TBS）
- 4月6日、10月6日 - あなたが聴きたい歌の4時間スペシャル（TBS）
- 4月7日、7月1日[5]、10月4日、12月27日 - ものまねグランプリ（日本テレビ）
- 4月7日[26]、9月28日、12月20日 - 激撮!密着警察24時!犯罪捜査最前線SP!（TBS）
- 4月13日、8月23日 - さんまのホントの恋のかま騒ぎ（TBS）
- 4月14日、10月13日、12月21日 - 超タイムショック 芸能人クイズ王決定戦スペシャル12・13・14（テレビ朝日）
- 4月16日、11月26日 - フィレンツェ時計物語（テレビ神奈川）[188]
- 4月18日 - 厳選!いい宿ナビ特別版（テレビ東京）[10]
- 4月20日、6月22日、10月12日 - やっちまった伝説(LEGEND) 今だから言える!門外不出(秘)エピソード大公開SP1・2（毎日放送）
- 4月23日、6月12日、8月6日 - 23回忌スペシャル わが心の美空ひばり PART1・2・3（BS朝日）
- 4月23日、11月5日 - 久本印でお買い上げ!（日本テレビ）[189]
- 4月28日、5月6日 - 地球イチバン（NHK総合）※パイロット版
- 4月30日、6月11日 - 住むならここバトル!街メーター（テレビ朝日）
- 5月1日[190]、8月17日 - 新型クイズバトル ビンゴ★ライン（テレビ朝日）
- 5月1日、9月21日 - 映像体験!イッキ見シアター（関西テレビ）
- 5月1日、10月9日 - 世界の村で発見!こんなところに日本人4・5（朝日放送）
- 5月4日、12月22日 - WALKING EYES アルクメデス（NHK総合）
- 5月5日、10月10日 - 修造学園XI・XII（テレビ朝日）
- 5月28日、7月23日、10月22日 - 坂口憲二私旅行 アジア万感（BSフジ）[191]
- 5月29日（春）、12月9日（冬） - 大阪ゲームショウ2011（毎日放送）[192]
- 6月5日、7月17日、9月4日 - ボクらの選択（フジテレビ）
- 6月5日、8月28日 - 世界のなんともヘンピな所で頑張る日本人!（テレビ東京）[106]
- 6月11日、8月6日 - 一度でいいから見てみたい!（関西テレビ）
- 6月11日、9月24日、12月 - 中国遺産物語（BSフジ）[193]
- 6月12日（※関西ローカル）[194]、12月16日 - さんまの芸能界ワイドショー家族No.1決定戦（朝日放送）
- 6月13日、11月7日 - なりたい!知りたい!お仕事ランキング（テレビ東京）[10]
- 6月18日、8月20日、12月10日 - 漫才Lovers（読売テレビ）[195][196]
- 6月25日[3]、10月11日 - のどじまん ザ!ワールド 外国人が熱唱♪ニッポンの名曲（日本テレビ）[197]
- 6月25日、12月3日 - 究極のわがままオシャレ大作戦（読売テレビ）
- 6月25日、12月11日 - みのもんたの売れるにはワケがある!大人気商品調査隊!（日本テレビ）[198]
- 6月28日〜7月1日 - 探検!海のトワイライトゾーン 第1シリーズ（NHK BSプレミアム）[80][199]
- 6月28日、8月30日、11月29日 - トクして遊ぶ!買い物天国（テレビ東京）
- 6月28日、9月27日 - ぶっこみ（テレビ静岡）[200]
- 7月1日、12月8日[26] - ジョブチューン アノ職業のヒミツぶっちゃけます!（TBS）
- 7月3日、9月4日 - 石原良純プロデュース 日本再発見!オトナの旅人!1・2（テレビ朝日）[38]
- 7月12日[7]、11月2日 - 地上最大のテレビ動物園9・10（フジテレビ）[201]
- 7月22日、9月9日、11月3日 - お天気バラエティー 気象転結（NHK総合）[202]
- 7月31日、10月16日 - 感動!生活改革SP 愛する家族へサプライフ!（テレビ東京）[203]
- 8月5日、11月11日 - THE追跡スクープ劇場1・2（日本テレビ）[5]
- 8月14日、10月1日[87]、2日 - そうなんだ!スポーツ学園（フジテレビ）
- 8月18日（夏SP）、12月22日（クリスマスSP）- きよしとこの夜2011スペシャル(NHK総合)
- 8月25日[26]、12月21日 - 明石家さんまのずっとあなたが好きだった（TBS）
- 9月10日、11月19日 - Numer0n（フジテレビ）
- 9月17日、10月1日、22日 - ええもんゲット!韓国ツアー!!（読売テレビ）[204]
- 9月18日、12月30日  - びっくり!カイシャ見学（テレビ東京）[205]
- 9月24日、10月29日、11月26日 - アゲぽよボウル48（テレビ愛知）
- 9月24日、12月24日 - やすとものどこいこ!?（テレビ大阪）※パイロット版
- 9月26日、12月17日[3] - ブレインアスリート（日本テレビ）
- 9月29日、12月30日 - みみたこ〜職業別よく聞かれる質問バラエティ〜（フジテレビ）
- 10月9日、12月30日 - たけしが鶴瓶に今年中に話しておきたい5〜6個のこと其の弐・参（TBS）[206]
- 10月31日、11月7日 - 池上彰の経済教室（テレビ東京）

## レギュラー番組のスペシャル版
各テレビ番組の項目に拡大版の記述があるものを除く。拡大版の記述がある番組は、各番組の項目も参照。
- 1月1日
  - 朝まで生テレビ!元日SP〜一億総"委縮"社会〜（テレビ朝日）[210]
  - やりすぎコージー新春スペシャル 今年も生だよ!新春6時間笑いっぱなし伝説〜2011年最も売れる吉本NO.1芸人は誰だ!?〜（テレビ東京）
  - 初モジり2011 大フットンダ祭! 3時間生放送!!（中京テレビ）[211]
  - バラエティー生活笑百科新春スペシャル（NHK大阪 / NHK総合）
  - 愛されて50年! みんなのうた新春スペシャル!!（NHK総合）[212]
  - 着信御礼!ケータイ大喜利お正月スペシャル（NHK総合）
  - すイエんサーお正月だよ!スペシャル（NHK教育）
  - 福女と新春しゃべくり2011元旦SP（日本テレビ）
  - 心ゆさぶれ!先輩ROCK YOU新春SP（日本テレビ）
  - 時事放談新春総力SP(TBS)
  - やべっちFCお正月スペシャル（テレビ朝日）
  - 超お願い!ランキング（テレビ朝日）
  - 釣りロマン新春スペシャル〜巨大魚に挑む!楽園ニュージーランド激闘の記録（テレビ大阪）
  - ミューズの晩餐SP「新春ディズニー映画特集」（テレビ東京）
  - まるごと宮里流新春スペシャル（テレビ東京）
  - 出没!アド街ック天国〜2011年大注目の街BEST50〜（テレビ東京）
  - 住人十色新春スペシャル（毎日放送）
  - 快傑えみちゃんねる初笑い!芸能人ぶっちゃけトークで乱れ咲きスペシャル!（関西テレビ）
  - TOKYO MX開局15周年記念SP 5時に夢中!新春スペシャル 第2回輝け!おママ対抗歌合戦グランドチャンピオン大会
  - TOKYO MX開局15周年記念SP ザ・ゴールデンアワー元日から外国人が大騒ぎ2011
  - ニッキゴルフ新春SP(TOKYO MX)
- 1月1日(新春SP)、(以下2H)4月8日、22日、6月3日、24日、7月29日、8月26日、10月7日、12月9日、16日 - ペケ×ポンスペシャル（フジテレビ）
- 1月2日
  - ダーウィンが来た!お正月スペシャル 見たい!知りたい!生きものに大接近（NHK総合）
  - テストの花道スペシャル本番直前!受験生の正月対策（NHK教育）
  - 大河ドラマ50〜見せます!大河のすべて〜（NHK BShi）
  - 週刊!健康カレンダー カラダのキモチ〜1億3000万人の健康常識クイズSP〜（中部日本放送）
  - 皇室ご一家新春スペシャル2011（フジテレビ）
  - はやく起きた朝は…新春SP不平・不満まつりinタヒチ（フジテレビ）
  - くいしん坊!万才スペシャル松岡修造の全力恩返し"ありがとうの旅"（フジテレビ）
  - 新春大売り出し!さんまのまんまスペシャル（関西テレビ）
  - 人生の楽園新春SP（テレビ朝日）
  - 歌の楽園SP（テレビ東京）[213]
  - 初笑い招福亭〜東京スカイ座 一朝一席(TOKYO MX)
  - Panasonic 3D Music Studio NEW YEAR SPECIAL(BS朝日)
- 1月3日
  - 大人ドリル日本を明るく元気にする大提言スペシャル（NHK総合）
  - 歴史秘話ヒストリアスペシャル プリンセス・ストーリーズ（NHK総合）
  - ボクらの時代〜家族スペシャル（フジテレビ）
  - ネオバラレジェンド（テレビ朝日）
  - ポケおめ!新春ポケモン4時間スペシャル（テレビ東京）
  - 石川遼スペシャル RESPECT 〜ゴルフを愛する人々へ〜新春SP（テレビ東京）
  - 旅嬢ヂカラ（テレビ東京）
  - よ〜いドン!お正月スペシャル（関西テレビ）
- 1月4日
  - 情報ライブ ミヤネ屋新春スペシャル!〜アッコと宮根におまかせ（読売テレビ）
  - ガイアの夜明け〜2011年始特別版 「ニッポンの"反転攻勢"」〜（テレビ東京）
  - 新春ワールドプロレスリングスペシャル!〜1.4東京ドーム（テレビ朝日）
  - 扇町寄席 新春すぺしゃる（関西テレビ）
- 1月4日(3H)、2月8日(2H)、3月29日(3H)、5月3日(3H)、6月28日(3H)、9月6日(3H)、27日(3H)、11月29日(3H)、12月20日(3H) - たけしの健康エンターテインメント!みんなの家庭の医学3時間スペシャル（朝日放送）
- 1月4日(踊る踊る踊る!)、4月5日(踊る踊る踊る!)、7月5日(踊る踊る!)、10月11日(踊る踊る踊る!)、12月20日(踊る踊る踊る!) - 踊る!さんま御殿!!SP（日本テレビ）
- 1月4日、4月8日、10月13日、12月20日 - 有田とマツコと男と女SP(TBS)
- 1月5日 - 雨上がり食楽部SP!お正月ぶっちゃけ無礼講パーティー〜北海道絶品グルメ&阪神タイガース×吉本新喜劇マル秘トーク〜（関西テレビ）
- 1月5日、2月2日、3月30日(最終回) - 激変!ミラクルチェンジSP(TBS)
- 1月5日(3H)、2月16日(2H)、3月16日(2H)、4月6日(2H)、9月28日(3H)、11月23日(3H) - いい旅・夢気分スペシャル（テレビ東京）
- 1月5日(4.5H)、4月6日(4H)、7月6日(2H)、10月5日(4H)、10月19日(2H) - ホンマでっか!?TVSP（フジテレビ）
- 1月6日(2H)、3月31日(2.5H)、9月29日、10月6日、12月29日(年末特大) - とんねるずのみなさんのおかげでしたSP（フジテレビ）
- 1月7日 - この日本人がスゴイらしい。 Brand New Japanスペシャル（テレビ東京）
- 1月7日、2月11日、3月18日、4月15日、5月6日、20日、7月1日、8月12日、9月30日、10月14日、11月4日 - ぴったんこカン・カン2時間スペシャル(TBS)
- 1月8日
  - 所さんの目がテン!新春ぜよ!拡大ばい!お国言葉だがね!大解剖でんがなSP（日本テレビ）
  - 食彩の王国新春スペシャル（テレビ朝日）
  - 里田まいのふわふわmignon冬休み特別企画 ふわふわmignonお昼に出張スペシャル!（北海道文化放送）
- 1月8日、2月26日(2H)、4月9日、6月4日(2H)、8月20日(2H)、10月8日(4H)、11月26日(2H)、12月10日(2H) - めちゃ×2イケてるッ!SP（フジテレビ）
- 1月9日
  - 噂の!東京マガジン新春特大号(TBS)
  - オフィス関ヶ原!めざせ!会社の星SP（NHK名古屋放送局 / NHK総合）
- 1月9日、2月6日、4月10日、17日、5月8日、6月19日、7月17日(2.5H)、10月16日、12月18日 - シルシルミシルさんデー特盛版2時間SP（テレビ朝日）
- 1月9日、9月4日 - お笑いワイドショー マルコポロリ!SP（関西テレビ）
- 1月10日 - あしたをつかめスペシャル 〜20歳にエール!@羽田空港〜（NHK総合）
- 1月10日(3H)、4月11日(3H)、6月6日(2H生放送)、9月26日(3H)、12月19日(3H) - ビートたけしのTVタックルスペシャル（テレビ朝日）
- 1月11日 - クローズアップ現代スペシャル ウーマノミクス(女性経済)が日本を変える（NHK総合）
- 1月11日、2月1日、3月22日、29日、4月26日、6月28日、8月16日（最終回） - 紳助社長のプロデュース大作戦!2時間スペシャル(TBS)
- 1月11日、2月15日、3月15日、22日、4月19日、6月14日、8月23日、9月13日、10月11日 - ありえへん∞世界2時間スペシャル（テレビ東京）
- 1月11日、3月22日、4月19日、9月27日 - 火曜サプライズ超特大2時間SP（日本テレビ）
- 1月11日、3月29日、6月28日 - コレってアリですか?2時間SP（日本テレビ）
- 1月12日 - 料理の怪人スペシャル（テレビ東京）
- 1月12日、2月9日、3月30日(最終回) - イチハチ2時間SP（毎日放送）
- 1月12日、4月13日、5月4日、6月1日、9月28日(最終回) - クイズ!ヘキサゴンII超クイズパレード!2時間スペシャル!（フジテレビ）
- 1月12日(1.5H)、3月30日(2.5H)、4月13日(1.5H)、7月13日(2H)、9月28日(2H)、10月12日(2H) - ザ・ベストハウス123スペシャル（フジテレビ）
- 1月13日(2H)、4月7日(3H)、6月30日(3H)、9月22日(3H)、12月29日(5H) - いきなり!黄金伝説。スペシャル（テレビ朝日）
- 1月14日 - 2011新春 突撃!隣のスタアの晩ごはん（日本テレビ）[5]
- 1月15日 - (株)世界衝撃映像社2時間スペシャル（フジテレビ）
- 1月15日、4月16日、5月14日 - ガリレオヒット脳研2時間SP（テレビ朝日）
- 1月16日、2月20日、4月3日、10日、5月1日、7月10日、9月25日 - クイズ☆タレント名鑑2時間スペシャル(TBS)
- 1月16日、2月13日、3月20日、4月3日、6月12日、7月10日、8月14日、9月25日、12月25日 - 大改造!!劇的ビフォーアフター2時間スペシャル（朝日放送）
- 1月18日、2月8日 - お茶の水ハカセ2時間スペシャル(TBS)
- 1月21日、2月18日、3月18日、4月15日、6月24日、8月26日、9月30日、11月25日、12月30日(3H) - 所さんの学校では教えてくれないそこんトコロ!2時間スペシャル（テレビ東京）
- 1月22日 - 美の巨人たち90分SP 情熱の北アフリカ 〜画家が目指した光の大地〜（テレビ東京）
- 1月22日、2月12日、4月2日、4月30日、7月2日 - 奇跡ゲッター ブットバース!!2時間スペシャル(TBS)
- 1月22日、3月19日、4月2日、5月7日、6月4日、18日、7月16日(3H)、8月27日、9月24日 - お願い!ランキングGOLD2時間SP（テレビ朝日）
- 1月30日 - 上沼恵美子のおしゃべりクッキング15周年SP 芸能人&シェフ 夢の競演!〜世界一のカレーを目指せ!〜（朝日放送）[38]
- 2月1日(2H)、4月5日(3H)、5月10日(2H)、8月2日(3H)、8月30日(2H)、10月4日(3H)、11月15日(500回記念)、12月27日(年末SP) - ロンドンハーツSP（テレビ朝日）
- 2月1日[214]、9月27日（※最終回） - あらびき団SP(TBS)
- 2月2日 - AKBINGO!今夜は1HSP ラッキーガールランキング!（日本テレビ）
- 2月2日、3月23日、4月13日 - くらべるくらべらー韓国スター軍団マル秘来日2時間SP（毎日放送）
- 2月3日 - 哀愁探偵1756〜真冬の懐かし1時間SP(TBS)
- 2月4日、3月18日、4月1日、15日、5月27日、6月24日、7月8日、8月26日、9月30日、11月11日 - 中居正広のキンスマ2時間スペシャル(TBS)
- 2月8日、4月19日(200回突破)、5月3日、10月18日 - リンカーン2時間SP(TBS)
- 2月8日 - ミッションV61時間SP(TBS)
- 2月10日 - 地球のしゃべり方1時間SP(TBS)[215]
- 2月11日 - 写真家たちの日本紀行 in CP+ 〜私が会いたい写真家たち〜（テレビ東京（制作:BSジャパン））
- 2月11日、4月8日、7月8日、10月7日 - たけしのニッポンのミカタ!スペシャル（テレビ東京）
- 2月12日 -  スイーツSweetsバレンタイン・スペシャル パティシエが選んだ極上スイーツ10（フジテレビ）[216]
- 2月14日(バレンタインSP)、3月28日(2H)、7月18日(700回直前生)、9月26日、10月10日、12月19日(XmasSP) - HEY!HEY!HEY! SP（フジテレビ）
- 2月23日 - Rの法則(NHK教育)※パイロット版
- 2月24日、4月7日、6月30日、9月15日（最終回） - 空から日本を見てみよう2時間SP（テレビ東京）
- 3月4日 - アナザースカイ韓国スペシャル（日本テレビ）
- 3月1日 - 解禁!(秘)ストーリー 〜知られざる真実〜最終回2時間SP(TBS)
- 3月5日
  - NHKのど自慢チャンピオン大会（NHK総合）
  - Mi/Do/Riスペシャル "みどり"と"遊ぶ"、"命"を味わう(NHKBS2)
- 3月8日 - 女神のキセキ最終回2時間SP （テレビ東京）
- 3月16日、5月11日、25日、9月21日、10月19日、11月23日(以上2H)、12月14日(400回記念、2H)、12月28日(3H) - はねるのトびらスペシャル（フジテレビ）
- 3月19日
  - もしもツアーズローカル線で目指す「日本の絶景」一生に一度は行きたい知床・伊勢・湯布院の魅力を全部お伝えしちゃいますSP!!（フジテレビ）
  - モモコのOH!ソレ!み〜よ!SP（関西テレビ）
- 3月19日(800回)、12月24日 - 出没!アド街ック天国スペシャル（テレビ東京）
- 3月21日
  - アイドリング!!!SP台湾的熱風 日本偶像 美女甜甜圏!!!（フジテレビ）[217]
  - ばりすごタイムス春休みSP（TVQ九州放送）[218]
- 3月22日 - 魔女たちの22時おブスな芸能人が大変身スペシャル!（日本テレビ）※最終回
- 3月23日
  - ザ・プレミアムグータン2（関西テレビ）
  - 小山薫堂 東京会議特別編 kizuna311会議（BSフジ）
- 3月25日 - 恋のから騒ぎご卒業スペシャル2011（日本テレビ）※最終回
- 3月26日 - 板尾ロマンルミネライブ復活スペシャル（テレビ東京）
- 3月26日、4月30日、5月21日、6月5日、7月30日、9月17日、10月1日 - 上田晋也×亀梨和也のGoing!野球（日本テレビ）
- 3月26日、7月30日 - コンテンツビジネス最前線 ジャパコンTV(BSフジ)
- 3月27日 - MADE IN BS JAPANスペシャルナイト（BSジャパン）[219]
- 3月28日 - 今夜見納め!関口宏の東京フレンドパークII 18年間ありがとうSP(TBS)※最終回
- 3月28日(90M)、4月4日(2H30M)、5月2日(2H)、7月4日(2H)、8月15日(90M)、8月29日(緊急2H)、10月3日(2.5H)、12月26日 - しゃべくり007SP（日本テレビ）
- 3月31日、10月20日 - ひみつの嵐ちゃん!2時間SP(TBS)
- 4月1日
  - 金曜日のキセキ2時間スペシャル（フジテレビ）
  - 人志松本のいっぱい○○な話〜ヨダレも決めても豪華有名人SP〜（フジテレビ）[179]
  - 春のヤマサキパン祭りSP（フジテレビ）
  - あいまいナ!SP(TBS)
  - かんさい情報ネットten!拡大SP 維新旋風はどうなる?告示日に各党トップが大激論!（読売テレビ）
  - 新日本風土記スペシャル 美の城 戦の城 〜国宝四天守への旅〜(NHK BSプレミアム) ※NHK総合でも5月5日に放送
- 4月2日
  - 連続テレビ小説50年!〜日本の朝を彩るヒロインたち〜（NHK総合）
  - 河本準一のイラっとくる韓国語講座SP〜ほったらかしソウル旅!初級編〜（テレビ東京）
- 4月2日(事前SP)、5月28日、10月1日 - 潜入!リアルスコープ2時間SP（フジテレビ）
- 4月7日 - 爆笑問題のニッポンの教養スペシャル（NHK総合）
- 4月11日、5月23日 - 不可思議探偵団2時間SP（日本テレビ）
- 4月12日（※初回）、7月19日、8月30日、9月27日、11月29日 - スター☆ドラフト会議2時間スペシャル（日本テレビ）
- 4月12日（初回4H）、5月10日(2H)、24日(2H)、6月28日(2H)、10月4日(4H) - ブラマヨ衝撃ファイル 世界のコワ〜イ女たちSP(TBS)
- 4月13日 - 東野・岡村の旅猿 プライベートでごめんなさい…ハワイ欲張りの旅!（日本テレビ）
- 4月14日、6月30日、10月6日、12月29日（年末SP） - 秘密のケンミンSHOW大カミングアウトSP（読売テレビ）
- 4月17日 - 1年1組 平成教育学院2時間SP（フジテレビ）※初回
- 4月19日（初回）、5月3日、31日、7月5日、8月9日、23日、9月13日(1H×2)、20日、10月18日 - 教科書にのせたい!2時間SP(TBS)
- 4月20日(2H)、5月18日(2H)、6月29日(2H)、10月12日(3H) - 1億人の大質問!?笑ってコラえて!超拡大SP（日本テレビ）
  - 12月28日 - 笑ってコラえて!所&さんまの今年も何が起こるかわからない!年末3時間SP（日本テレビ）
- 4月20日（初回）、5月4日、6月22日、7月27日、10月12日（最終回） - ファミ☆ピョン2時間SP(TBS)
- 4月21日（初回）、7月7日、10月13日 - なるほど!ハイスクール2時間SP（日本テレビ）
- 4月22日（初回）、6月24日 - 爆笑問題の大変よくできました!2時間SP（テレビ東京）
- 4月24日 - マヨブラジオpresents 自力で運を掴みとれ!ブラックマヨネーズ史上最強のコンビ力バトル第2弾（読売テレビ）
- 4月26日（初回）、6月21日、9月6日、20日、12月13日 - 仰天クイズ!珍ルールSHOW2時間SP（テレビ東京）
- 4月27日（初回）、6月29日、7月27日、8月24日、9月14日、21日 - ジャパーン47ch2時間SP（毎日放送）
- 4月29日（初回）、6月17日、9月16日、10月7日、12月23日 - ちょこっとイイコト 〜岡村ほんこん♥しあわせプロジェクト〜2時間SP（テレビ東京）
- 5月1日 - 生アナ★バン!深夜に女子アナをムキ出しにするぞSP（フジテレビ）
- 5月3日、4日、5日 - 知りたがり!ゴールデン（フジテレビ）
- 5月5日
  - 別冊あさイチ おいしい闘技場・決勝大会（NHK総合）
  - 誰もが中学生だった〜中学生日記50年クロニクル〜（NHK名古屋 / NHK総合）
  - ゴリ夢中・こどもの日SP（中京テレビ）
- 5月7日 - もっともっと笑い亭スペシャル!!東日本大震災チャリティライブ(tvk)
- 5月8日
  - 新婚さんいらっしゃい!40周年記念特別番組 島の嫁になる日（朝日放送）
  - お笑いワイドショー マルコポロリ!2時間SP（関西テレビ）
- 5月21日 - 向井理と行く戦国〜大河ドラマ『江』の世界〜(NHK BSプレミアム)[220]
- 6月9日 - 有吉AKB共和国「速報!選抜総選挙」で盛り上がろうSP(TBS)[221]
- 6月12日、9月11日、12月29日 - 宇宙ニュース生放送スペシャル（テレビ東京）
- 6月17日、7月10日[190]、9月10日（ゴールデン初回2H）、9月17日、10月22日、12月3日 - 関ジャニの仕分け∞スペシャル（テレビ朝日）
- 6月24日 - Generetion H 生放送スペシャル（NHK札幌）[222]
- 6月24日、7月31日[190] - マツコ&有吉の怒り新党スペシャル（テレビ朝日）
- 6月25日 - 情報7days ニュースキャスターB面(TBS)
- 7月1日(2H)、9月30日(3H) - Oh!どや顔サミットスペシャル（朝日放送）
- 7月2日 - 麻里子さまのおりこうさま!デンキのかわりに ゲンキをあげる♥スペシャル（NHK総合）
- 7月3日 - ブラマヨとゆかいな仲間たち アツアツっ!〜ブラマヨとゆかいな仲間たち大集合SP（テレビ朝日）[190][223]
- 7月10日 - ソロモン流SP（テレビ東京）
- 7月16日 - モモコのOH!ソレ!み〜よ!SP（関西テレビ）
- 7月18日
  - ワイルドライフ 海の日スペシャル（NHK BSプレミアム）
  - 関西から届けよう!笑顔と元気 夏だ!おは朝!!元気スペシャル（朝日放送）[224]※東日本大震災関連
- 7月20日 - くらべるくらべらー 世界くらべる大会議12カ国緊急招集SP（毎日放送）※最終回
- 7月23日 - オンバト+第1回チャンピオン大会（NHK総合）
- 8月1日 - テストの花道スペシャル この夏!できることを考える(NHK Eテレ)[225]
- 8月2日 - すイエんサー夏は芸能人も一緒にガチで考えよう!!スペシャル（NHK Eテレ）
- 8月8日〜11日 - クラシックミステリー 名曲探偵アマデウススペシャル「オーケストラのすべて」（NHK BSプレミアム）
- 8月9日 - ネプキッズリーグ4（フジテレビ）[7]
- 8月12日
  - 特集・キッチンが走る! 夏全開!北海道スペシャル（NHK総合）
  - 名曲アルバム35周年スペシャル（NHK総合）[226]
- 8月15日〜19日 - 地球テレビ エル・ムンド夏・増刊号（NHK BSプレミアム）[84]
- 8月16日
  - 中居正広の世界はスゲェ!ココまで調べましたSPナカ調VSココ調激突編（フジテレビ）[7]
  - 洋楽倶楽部80'sサマースペシャル（NHK総合）[227]※東日本大震災関連
- 8月18日 - 特ダネ!投稿DO画2011夏の動画スペシャル（NHK総合）
- 8月20日
  - ytv夏のスペシャル あさパラ!2H（読売テレビ）
  - マチャミ&なるみのいただき!ナハ〜レ95分拡大SP（読売テレビ）
  - 増刊!たかじんのそこまで言って委員会〜関西論客大集合SP〜（読売テレビ）
  - ランク王国水着なでしこ祭りSP（TBS）
- 8月23日 - ウドちゃんの旅してゴメン400回記念SP（メ〜テレ）[228]
- 8月26日
  - Shibuya Deep A夏の終わりの90分恋愛スペシャル(NHK総合、ワンセグ2)
  - タカトシ牧場ゴールデン（北海道文化放送）
- 8月27日
  - ドデスカ!×どまつり2011（メ〜テレ）
  - 土曜はダメよ!95分スペシャル（読売テレビ）
- 8月28日 - 劇団ひとりの新番組を考える会議SP（テレビ朝日）[38]
- 9月3日
  - シルシルミシル特別号 藤子ミュージアムオープン記念SP（テレビ朝日）
  - Going!特別版 フレンズオンアイス2011 荒川静香&髙橋大輔〜再起〜（日本テレビ）
- 9月16日 - 日本縦断!隠れ激うま丼100連発SP（日本テレビ）[5][229]
- 9月17日 - 世界・ふしぎ発見!放送1200回記念スペシャル（TBS）
- 9月18日 - 天使の美容室 〜髪がかわくまで〜in韓国 女性ホルモンどんどん出してキレイになるぞSP!!（フジテレビ）
- 9月19日
  - まいんの、台湾でだってアイドル!（NHK Eテレ）
  - ブラマヨの世紀の和解SHOW 旬な芸能人のいざこざを一気に解決!SP（日本テレビ）
- 9月19日 - 22日、夢×Jumpin'jack2011（関西テレビ）
- 9月23日 - 愛されて50年 みんなのうたフェスティバル（NHK総合）[230]
- 9月25日
  - キングコングのあるコトないコト〜世界のまゆつばネタを現地でウラドリツアーin台湾（メ〜テレ）
  - シルシルミシルプレミアム（BS朝日）[231]
- 9月29日 - 渡る世間は鬼ばかり最終回直前スペシャル（TBS）[26]
- 9月30日 - ソフトくりぃむ 上田は大丈夫なのかSP（テレビ朝日）※第0回
- 10月1日 - ウラマヨ!秋の2時間サミット!結婚ってどうやねん!?おしどり夫婦の裏側SP（関西テレビ）
- 10月2日 - EXILE魂日本を元気にSP（毎日放送・TBS）※東日本大震災関連
- 10月4日 - キカナイトスペシャル（フジテレビ）
- 10月6日 - ゲームセンターCX in U.S.A〜有野課長ロサンゼルスに行く〜（BSスカパー!）フジテレビTWOでは、12月31日に放送。
- 10月10日 - プロフェッショナル 仕事の流儀 SMAPスペシャル（NHK総合）[131][232]
- 10月10日（※初回）、12月26日 - 炎の体育会TVスペシャル（TBS）
- 10月13日（※初回）、11月3日、12月1日 - 木曜8時のコンサート〜名曲!にっぽんの歌〜2時間スペシャル（テレビ東京）
- 10月14日（初回2H）、12月30日 - 〜どうぶつ冒険バラエティ〜ワンダ!スペシャル（テレビ東京）
- 10月14日 - 祝20マウスゴールデン 芸能界の禁断トークで勉強させて頂きまSP（TBS）
- 10月15日 - 拝啓!!鉄道人2011SP（テレ朝チャンネル）
- 10月15日（※初回）、12月3日 - サタネプ☆ベストテン2時間SP（TBS）
- 10月18日 - ネプ&イモトの世界番付2時間SP（日本テレビ）※初回
- 10月19日 - 世紀のワイドショー!ザ・今夜はヒストリー2時間SP（TBS）
- 10月28日 - スマイルこれダネッ!〜信越縦断!うまい道の駅の旅〜（新潟総合テレビ・長野放送）[233]
- 10月29日 - 食彩の王国 スイス・ハイジのチーズスペシャル（テレビ朝日）
- 11月1日 - もてもてナインティナインTBSから緊急呼び出し!火曜19時を何とかせよスペシャル（TBS）※初回
- 11月3日
  - ハピくるっ!日本一早い2011年芸能総まくりスペシャル（関西テレビ）
  - ミサワホームPresents南極日和スペシャル 昭和基地の最新施設 自然エネルギー棟の秘密!（BS朝日）[234]
- 11月5日 - きょうの料理クッキングコンテスト2011（NHK総合）[235]
- 11月13日 - みちゃえる!アプリ学園（中部日本放送）[236]
- 11月13日 - BS日本・こころの歌スペシャルコンサート大阪2011（BS日テレ）[237]
- 11月14日 - 日経スペシャル 未来世紀ジパング〜沸騰現場の経済学〜初回3時間スペシャル（テレビ東京）※初回
- 11月19日 - 名医にQスペシャル2011〜ここまでわかった!がん予防術〜（NHK Eテレ）
- 11月24日 - 緊急特別番組「追悼 立川談志さん」（TOKYO MX）[注 1]
- 11月27日 - ニュースBIZスペシャル なぞトキ大阪W選（テレビ大阪）
- 11月27日、12月4日 - Music Lovers special LIVE2011（日本テレビ）
- 12月2日 - サタテンMUSICグランプリ〜めざせ!TVでワンマンライブ〜（NHK名古屋 / NHK総合（東海北陸7県））[239]
- 12月3日 - 土曜の夜の最強コラボ!志村どうぶつ園&世界一受けたい授業（日本テレビ）
- 12月15日
  - さようなら!水戸黄門 今夜限りの永久保存版 ご老公と歩んだ42年史（TBS）[26]
  - そこ知り花咲かリサーチ（中部日本放送）[26][240]
- 12月17日 - 決定!すくすくアイデア大賞2011（NHK Eテレ）
- 12月19日 - ストライクTVスペシャル（テレビ朝日）
- 12月21日 - さよなら家政婦のミタ特別版（日本テレビ）[241]
- 12月23日
  - ザ少年倶楽部プレミアムクリスマススペシャル（NHK BSプレミアム）
  - スーパーJチャンネル年末SP（テレビ朝日）
  - 爆報! THE フライデー芸能密告SP（TBS）
  - BeauTV〜VoCEクリスマスSP（テレビ朝日）
  - 祝!還暦鶴瓶&四十路松嶋 100歳大パーティ きらきらアフロ終了!? 一旦撤収スペシャル（テレビ大阪）※番組休止
- 12月24日
  - メレンゲの気持ち〜お出かけスペシャル〜（日本テレビ）
  - 一流アスリートから超レア&豪華プレゼント!Going!クリスマスプレゼントSP（日本テレビ）
  - イブ真夜中のプロレス祭り メリー☆愛してマース!（テレビ朝日）
- 12月26日
  - 世界行ってみたらホントはこんなトコだった!?SP（フジテレビ）
  - テリー伊藤のネホリハホリSP（テレビ東京）
- 12月27日 - WBSスペシャル ザ・サバイバル〜年金崩壊時代の生き方〜（テレビ東京）
- 12月28日
  - VOICEスペシャル2011（毎日放送）
  - 報道STATION年末SP（テレビ朝日）※東日本大震災関連
  - TOKYO MX NEWS年末拡大スペシャル 東京はどう変わるのか〜石原都政4期目スタート〜（TOKYO MX）[242]
- 12月29日
  - スッキリ!!〜2011年総決算みんなでHAPPYになろうスペシャル〜（日本テレビ）
  - ワイド!スクランブル年末SP（テレビ朝日）
  - ゴロウ・デラックスSP（TBS）
- 12月30日
  - とくダネ!発 ディレクター魂2011震災・あの事件・騒動…いまだ見えぬ真実を追え!SP!（フジテレビ）
  - せやねん!大阪マラソン完全版SP〜やるときはやりまっせ〜（毎日放送）
  - キッチンが走る!冬スペシャル（NHK総合）
  - 『ぷっ』すま年末スペシャル（テレビ朝日）
  - 初めての人も安心の戦国鍋TVスペシャル〜なんとなく歴史が学べる映像 ミュージックトゥナイト未公開映像 多めの陣〜（テレビ神奈川）
- 12月31日
  - スタジオパーク大みそかスペシャル（NHK総合）
  - Rの法則大みそかSP（NHK Eテレ）
  - ひるパパスペシャル（テレビ東京）
- 12月31日 - 2012年1月1日
  - ダウンタウンのガキの使いやあらへんで!!絶対に笑ってはいけない空港24時（日本テレビ）
  - CDTVスペシャル!年越しプレミアライブ2011→2012（TBS）

### 複数番組による特番
- 1月1日 - ホメられてピカルくん!!（フジテレビ）
- 2月12日 - めちゃ×2衝撃映像社超イケてるッコラボSP（フジテレビ）
- 4月3日 - トリコ×ワンピースコラボスペシャル（フジテレビ）
- 7月6日、13日 - 水バラぶち抜きSP くらべるくらべらー×ジャパーン47ch（毎日放送）
- 7月28日
  - 夏のお出かけ2時間 そこ知り花咲かリサーチ（中部日本放送）[244]
  - RKB創立60周年記念番組 がんばろう日本!九州から元気を（RKB毎日放送）[245]
    1. 今日感テレビスペシャル
    2. 探検!九州×豆ごはん
- 8月20日 - MBS・CBC開局60周年記念 でら知りたいねん! 大阪!名古屋! せやねん×花咲かタイムズお近づきスペシャル（毎日放送・中部日本放送）
- 12月27日 - モヤモヤピラメキゴッドタン2011年大反省SP（テレビ東京）

## 東日本大震災関連
3月11日の東北地方太平洋沖地震（東日本大震災）発生直後より数日間にわたって放送された報道特別番組及び、定時ニュース番組の拡大版等を除く。
- 3月13日 - 緊急報告 東北関東大震災（NHK総合・BS2）[96]
- 3月19日
  - 震災から一週間…スポーツ界の今（日本テレビ）
  - 報道発 ドキュメンタリ宣言スペシャル 緊急拡大生放送・東日本大震災（テレビ朝日）
- 3月20日
  - 東北関東大震災から10日（NHK総合）[96]
  - 東日本大震災特別番組 地震から10日 今できること（フジテレビ）
- 3月20日、3月27日 - 池上彰の緊急報告 大震災のなぜに答える（テレビ東京）
- 3月21日 - action! 日本を動かすプロジェクト がんばろう日本（日本テレビ）
- 3月21日〜4月8日、被災者 いま訴えたいこと（NHK総合・BS1）
- 3月27日
  - FNS音楽特別番組 上を向いて歩こう 〜うたでひとつになろう日本〜（フジテレビ）
  - 最新報告 "命"の物資を被災地へ（NHK総合）[96]
- 3月30日 - 復興への道しるべ 私たちにできる事（BS朝日）
- 4月2日
  - 震災復興チャリティー特番 "絆"スペシャル(TBS)
  - めざましスペシャル めざましソングエイド（フジテレビ）
- 4月7日 - Nスタスペシャル 東日本大震災〜被災1ヶ月 復興への道のりは〜（東北放送 / テレビユー山形）[26]
- 4月8日 - 今夜も生でさだまさし〜がんばらんば!日本〜（NHK総合）
- 4月9日
  - 東日本大震災 1か月（NHK総合）[96]
  - 平成の三陸大津波〜そのとき人々はどうしたか〜（毎日放送）
- 4月11日
  - 震災から1ヵ月…復興へ（フジテレビ）
  - 池上彰が緊急生放送 今震災について本当に知りたい10のこと!（フジテレビ）
- 4月12日 - 大人ドリルスペシャル 大震災をどう乗りこえるのか?（NHK総合）
- 4月13日 - 池上彰の学べるニュース特別編 池上彰が伝えたい!東日本大震災の今（テレビ朝日）※関西地区(ABC)は4月16日に放送
- 4月15日 - つながろう!日本〜東日本大震災 広がる支援の輪〜（NHK総合）
- 4月16日 - マイケル・サンデル究極の選択 大震災特別講義〜私たちはどう生きるべきか〜（NHK総合）
- 4月17日
  - 東日本大震災 津波が家族を奪った〜南三陸 ある避難所の6日間〜（NHK総合）
  - ザ・ノンフィクション東日本大震災特別番組「わすれない」〜三つの家族の肖像〜（フジテレビ）
- 4月18日 - がんばろう!ニッポン 届け!スポーツの元気（テレビ東京）
- 4月23日 - 被災地は訴える 〜復興への青写真〜（NHK総合）[96]
- 4月23日（以後、月1回放送） - 東日本大震災特別企画 ともに（仙台放送）[246]
- 4月29日 - 応援ソングを高らかに 〜I love you&I need youふくしま〜（NHK福島 / NHK総合）
- 5月1日〜5月8日 - 被災地・再起への記録（NHK総合）[247]
- 5月1日 - ネット6特別番組 東日本大震災 "被災地から被災地へ"（サンテレビ）
- 5月3日
  - 憲法記念日特集 大震災、そして政治は（NHK総合）
  - 歌でつなごう 〜いまあなたに届けたい〜（NHK総合）
- 5月5日 - 震災に負けない子供達（テレビ東京）
- 5月7日 - 巨大津波 "いのち"をどう守るのか（NHK総合）[96]
- 5月14日 - NEWS ZERO特別版 星野楽天 激動の200日に密着!〜復興の旗の下に〜（日本テレビ）
- 5月15日
  - ハーバードからのメッセージ 世界は震災から何を学べるか（NHK BS1）
  - ネットワークで作る放射能汚染地図 福島原発事故から2カ月（NHK教育）[248]
- 6月3日 - 東北Z ちゃっこい浜に 津波がきた〜女川 野々浜の家族たち〜（NHK仙台 / NHK総合（東北6県））※初回
- 6月4日 - 届けよう 東海から元気を!〜復興支援チャリティーライブ〜（NHK名古屋放送局）※東海3県。18日深夜にNHK総合で全国放送[249]
- 6月4日（以後、月1回放送） - 21人の輪 〜震災のなかの6年生と先生の記録〜（NHK Eテレ）[250]
- 6月5日、7月3日、7月9日、11月27日 - シリーズ 原発危機（NHK総合）[96]
- 6月5日
  - 続報 放射能汚染地図 (NHK教育）[248]
  - 報道の魂 3・11大震災〜記者たちの眼差し（TBS、JNN15局共同制作）
- 6月9日 - イッポウスペシャル 被災地からの警鐘〜東日本大震災 私たちが追った3ヶ月〜（中部日本放送）
- 6月10日 - 震災3か月 青森復興への課題（NHK青森 / NHK総合（東北6県））
- 6月11日
  - あの日の携帯メール〜3・11アスリートの葛藤と決断〜（日本テレビ）
  - action!日本を動かすプロジェクト 未来への復興会議（日本テレビ）
  - 震災報道スペシャル 超巨大津波の衝撃〜そのとき生き残るために〜（TBS）[251]
  - スーパーニューススペシャル 被災地の声〜震災から3ヵ月（仙台放送）
  - KHB報道特別番組 立ち上がる「宮城」〜創造的復興の課題〜（東日本放送）
  - mit報道特別番組 震災から3カ月"いま"岩手が進む道（岩手めんこいテレビ）
  - FTVスーパーニュース特報〜東日本大震災から3ヵ月〜（福島テレビ）
  - 大地震から身を守る〜東日本大震災から何を学ぶか（西日本放送、四国放送、南海放送、高知放送 / NNN四国4局ネット）
- 6月19日 - 緊急提案!「あなたの家は大丈夫?」〜本当に使える防災の新ジョーシキ総点検SP〜（テレビ東京）[106][252]
- 6月24日、7月22日 - 歌おう!東北のど自慢（NHK青森、盛岡、仙台、秋田、山形、福島 / NHK総合（東北6県））[253]
- 6月29日、7月6日、13日、9月11日（一挙放送） - BS-TBS復興支援特別番組 YELL〜こころからこころへ声を繋ぐ〜（BS-TBS ※制作協力：テレビユー福島、東北放送、IBC岩手放送）[254]
- 6月30日 - Sing for EAST（読売テレビ）[255]
- 7月2日 - 巨大津波と"戦う" 〜石巻赤十字病院・激動の90日〜（NHK総合）[96]
- 7月9日、16日、23日 - 歩きはじめる僕ら（テレビ岩手・ミヤギテレビ・福島中央テレビ / NNS東北3局）[256]
- 7月10日 - 「大災害の中にも子どもの笑顔」〜黒柳徹子のハイチ・東北報告〜 （テレビ朝日）[38]
- 7月23日 - 飯舘村・人間と放射能の記録（NHK総合）[96]
- 7月30日 - プロジェクトWISDOM 東日本大震災〜世界が語る"日本経済復興"（NHK BS1）
- 7月30日、8月28日、9月25日、10月30日（全4回）- よみがえれ!東北〜つながることから、始めよう〜（BS朝日 ※制作：東日本放送、福島放送、岩手朝日テレビ、青森朝日放送）東日本放送でも8月13日に放送
- 7月31日
  - 143日〜テレビディレクターが見つめた東日本大震災（日本テレビ）[257]
  - One of Love 東日本復興支援プロジェクトGIG（BSフジ）[258]
- 8月5日 - ミルキーウェイ・ファンタジー!花火で宮城を元気に! 第42回仙台七夕花火祭生中継（仙台放送）
- 8月6日 - 復興への熱き魂 生中継!東北の夏祭り（BSフジ）[259]
- 8月13日 - 特集地球テレビ100 ミッション 勇気は連鎖する（NHK BS1）
- 8月21日 - ガレキの夏〜大槌高校野球部の甲子園〜（NHK盛岡 / NHK総合）[225]
- 8月25日、27日、10月22日 - シリーズ・日本新生（NHK総合）[96][260]
- 8月26日 - 首都圏スペシャル 過去からの警告〜首都大地震にどう備えるか?〜（NHK総合）
- 9月1日 - 巨大津波が都市を襲う〜東海・東南海・南海地震〜（NHK総合）[96]
- 9月3日 - ひとりは皆の為に 皆はひとつの為に 〜釜石シーウェイブス 東日本大震災復興への挑戦〜（BS朝日）
- 9月4日
  - 東日本大震災から半年 あの日からの再会（日本テレビ）
  - きよしとひろしが心を一つに・チャリティーコンサート（朝日放送）[261]
- 9月5日 - 9日
  - 明日へ!再起への記録（NHK総合）
  - いま、神奈川からできること（tvk）[262]
- 9月10日
  - 報道の魂 3・11大震災〜記者たちの眼差しII（TBS、JNN各局制作）
  - ふくしまの明日（福島放送）
  - サタふく復興スペシャル（福島テレビ）
  - TUF報道特別番組 大震災・原発事故から半年〜これから福島は〜（テレビユー福島）
  - 歌声をひとつに〜震災を乗り越えて（テレビユー福島）
  - 検証3・11 その時埼玉で（テレ玉）
- 9月11日
  - 明日へ〜震災半年・特別編成〜（NHK総合）
  - NHKのど自慢拡大版〜岩手県久慈市（NHK総合）
  - 巨大津波2〜今明らかになる未知の脅威〜（NHK総合）[96]
  - 東日本大震災6か月 取り残される障害者（NHK Eテレ）
  - 巨大地震が首都圏を襲う…action!震災特番 迫る危機を総力取材（日本テレビ）[263]
  - 震災報道スペシャル 原発攻防180日の真実 故郷はなぜ奪われたか（TBS）[264]
  - KHB報道特別番組 街づくりの足音〜歩み続けるために〜（東日本放送）[265]
  - スーパーニューススペシャル〜震災から6ヵ月〜（仮、仙台放送）
  - FTVスーパーニュース特報〜東日本大震災6ヵ月〜（福島テレビ）
  - 報道特番 つながろう ふくしま 〜ともに明日へ〜（福島中央テレビ）[266]
  - 原発水素爆発、わたしたちはどう伝えたか（仮、福島中央テレビ）
  - IAT報道特別番組 つながろう、いわて〜東日本大震災から半年〜（岩手朝日テレビ）
  - 東日本大震災報道特別番組 3.11から半年〜被災地は訴える〜（IBC岩手放送）
  - 未来へ…被災地・千葉の半年（チバテレ）[267]
- 9月12日 - news every.9.12拡大版〜3.11から6ヶ月、日本はいま〜（日本テレビ）
- 9月15日 - イッポウスペシャル 巨大地震〜"その時"生き抜くために〜（中部日本放送）
- 9月18日 - 生き抜く、人々〜南三陸町 鎮魂と復旧の夏（仮、毎日放送）
- 9月19日
  - がれきを踏みしめて〜気仙沼 港町の絆〜（NHK総合）
  - さかなクン 被災地への恩返し（NHK総合）
  - 子どもだけの避難生活（NHK総合）
  - 未来へ願いを!被災地に生きる子供たち（フジテレビ）
  - 実録・青春へのメッセージそして宮古へ（TOKYO MX）
- 9月20日 - 東日本大震災被災地支援 歌謡チャリティーコンサート（NHK神戸 / NHK総合）
- 9月23日
  - きこえますか 私たちの歌が 〜被災地 のど自慢〜（NHK盛岡 / NHK総合）[96]
  - いま被災地で思う事（TBS）
  - 有事は続いている（テレビ東京）[268][269]
- 9月24日
  - 一歩前へ!奇跡のコンサート（テレビ東京）[269]
  - 郷土が再発掘した異色の印象派〜今蘇る大震災画家 徳永柳洲〜（テレビ東京）
- 9月30日 - 首都圏スペシャル 首都圏の放射能汚染 どう向き合うか（NHK総合）
- 10月2日 - 巨大津波 何が生死を分けたのか 〜住民5600人 行動追跡調査から〜（NHK総合）[96]
- 10月8日 - 池上彰の被災地特別授業〜子どもたちに今伝えたいこと（テレビ朝日）[270]
- 10月11日 - 響け!笑顔のスウィング〜気仙沼 小中学生ジャズバンド〜（NHK仙台 / NHK総合）東北ブロックにて9月23日先行放送[271]。
- 10月16日 - 3.11〜あの時、情報は届かなかった〜（フジテレビ）[272]
- 10月22日
  - NNNドキュメントスペシャル 在住カメラマンが見つめ続けたFUKUSHIMA（日本テレビ）[273]
  - 世界から日本へ・音楽のメッセージ ハイビジョンスクリーンコンサート（NHK BSプレミアム）[274]
- 10月29日 - news every.スピンオフ NEWS小山慶一郎が見た〜被災地は今（日本テレビ）
- 11月6日 - 孤立集落 どっこい生きる（NHK総合）[96]
- 11月23日
  - それでも酒っこつくるべや〜岩手・陸前高田 再起の酒造り〜（NHK総合）
  - 食べる復興支援!ふるさとに届け!感動メニュー30選（TVQ九州放送）[275]
- 12月22日 - 2011皇室スペシャル〜震災9ヵ月 両陛下の祈り〜（テレビ朝日）
- 12月23日
  - 天皇皇后両陛下 被災者と向き合われて（NHK総合）
  - ヤンマースペシャル 地球学校 よみがえれ!三陸の海〜クチバシカジカが見た再生の物語〜（毎日放送）[276][277]
  - 2011皇室スペシャル 日本大震災3・11から見た「日本人と皇室」（フジテレビ）
- 12月28日、29日 - テレメンタリー年末SP「3.11をわすれない」前・後編（テレビ朝日 / 岩手朝日テレビ・東日本放送・福島放送 / ANN24局)
- 12月28日 - ヒューマンドキュメンタリー 僕たちにできること〜MONKEY MAJIK〜（NHK総合）
- 12月30日 - キズナ〜君がくれたもの〜ZONE再結成 涙の被災地ライブ（北海道放送）[278]
- 12月31日 - 建築家・伊東豊雄 "復興"に挑む（NHK総合）

## デジタル放送関連
- 1月24日、2月19日、3月19日、4月24日、5月28日、6月25日 - 全国一斉地デジ化テスト
- 4月1日〜3日 - BS1・BSプレミアム キックオフスペシャル（NHK BS1、BSプレミアム）※新開局記念特番、複数番組を編成
- 4月9日 - BS 大いなるテレビのフロンティア（NHK総合）※NHKBS1・BSプレミアム開局記念番組
- 4月29日 - 地球クイズ プレミアムONE（NHK総合）※NHKBS1・BSプレミアム開局記念番組
- 6月25日 - アナログ放送終了まで、あと1か月!（TBS / NHK・民放各局 ※岩手・宮城・福島3県を除く）[279]
- 7月9日 - テレビを輝かせた100人（フジテレビ）[280]
- 7月23日 - あ・な・ろ・ぐ大会議 伊東四朗×大竹まこと GG放談（WOWOW）[281]
- 7月24日
  - そのとき、みんなテレビを見ていた!（NHK総合 ※岩手・宮城・福島3県を除く）[84]
  - 東京スカイツリー 世界最難関への挑戦（NHK総合）[84][96]
  - シューイチPRESENTS テレビ60年「これまで」「これから」カウントダウン[282]（日本テレビ / NNN・NNS25局（未ネット：TVI・MMT・FCT・TOS・UMK））
  - ディズニー3時間生中継マジカルスペシャル!（テレビ東京）[106][283]
  - やっぱりテレビや!すっきり地デジで祇園花月生中継!（KBS京都）
  - TOS報道特別番組 テレビ新時代へ!〜アナログ放送まもなく終了〜（テレビ大分）
- 7月31日 - デジタル☆宝さがし ホリ出し物は変身（NHK総合 ※岩手・宮城・福島3県を除く）[284]
- 10月1日〜2日
  - WOWOW大開局祭（WOWOW）[285]※新開局記念特番、複数番組を編成
  - 34時間元気TV〜スカパー!の楽しさを、もっとみんなに。〜（BSスカパー!）[286]※新開局記念特番、複数番組を編成
- 10月10日 - スタジオパークリニューアル特番 これがデジタル時代のテーマパークだ!（NHK総合）[131]